# Histoire de l'Irak
 (septembre 2014).
L'histoire de l'Irak commence avec la Mésopotamie (voir cet article pour l'histoire antique). La région abrite quelques-unes des plus anciennes civilisations du monde : Sumer, Assyrie, Babylone.

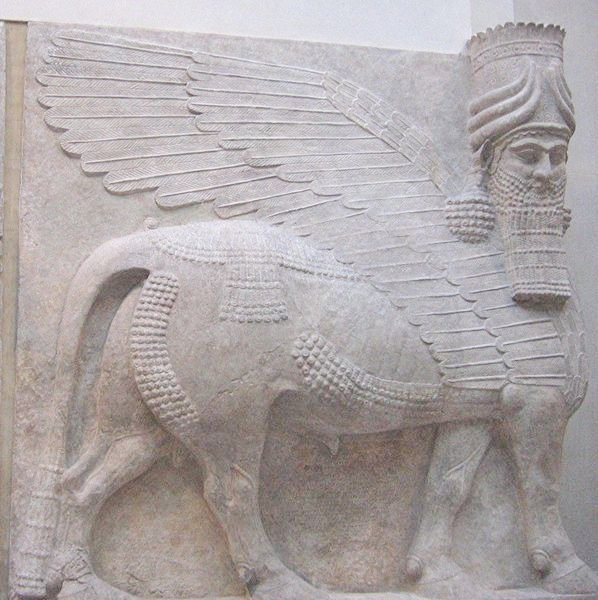
Taureau androcéphale ailé gardien du palais de Sargon II, en Assyrie (Perse),

Les vallées du Tigre et de l'Euphrate appartiennent ensuite à une succession d'empires qui lui sont étrangers : empires perse achéménide, grec (Alexandre le Grand suivi des Séleucides), Parthes, Sassanides. À l'époque pré-islamique, cette région porte le nom de Khvarvaran, qui est une des provinces de l'empire Sassanide.
Conquis par les Arabes sous les Omeyyades, l'Irak est, un temps, le centre du monde musulman sous les Abbassides.
L'Irak redevient ensuite un champ de bataille entre les empires du Moyen-Orient, jusqu'à la conquête britannique en 1918, qui en fait un État souverain sous mandat anglais.

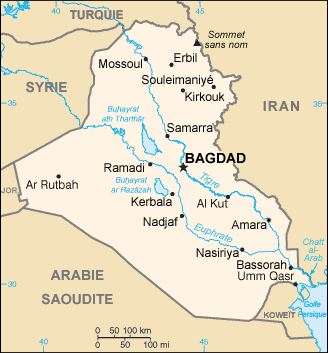
Irak, 2000

## IIIemillénaireav. J.-C.

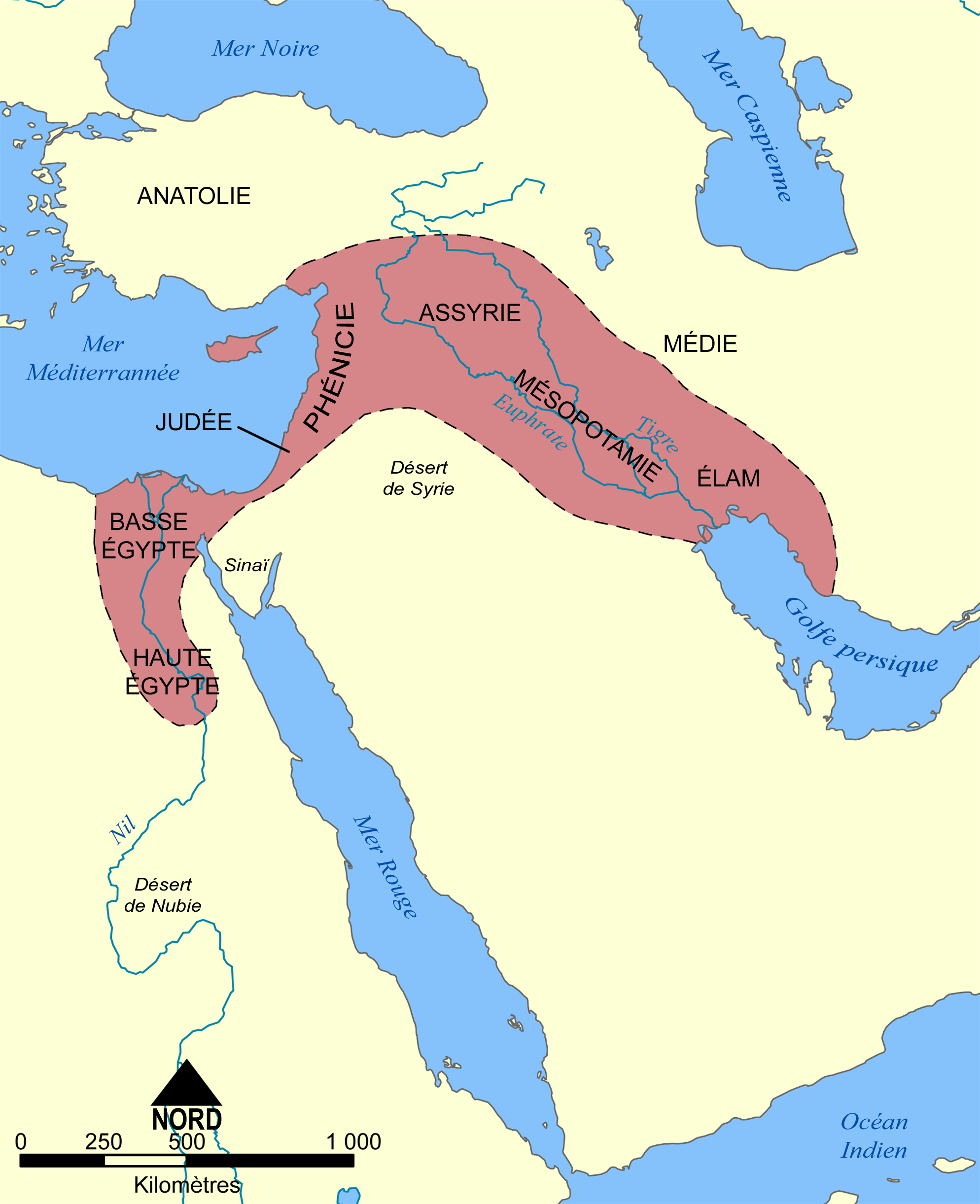
Croissant fertile
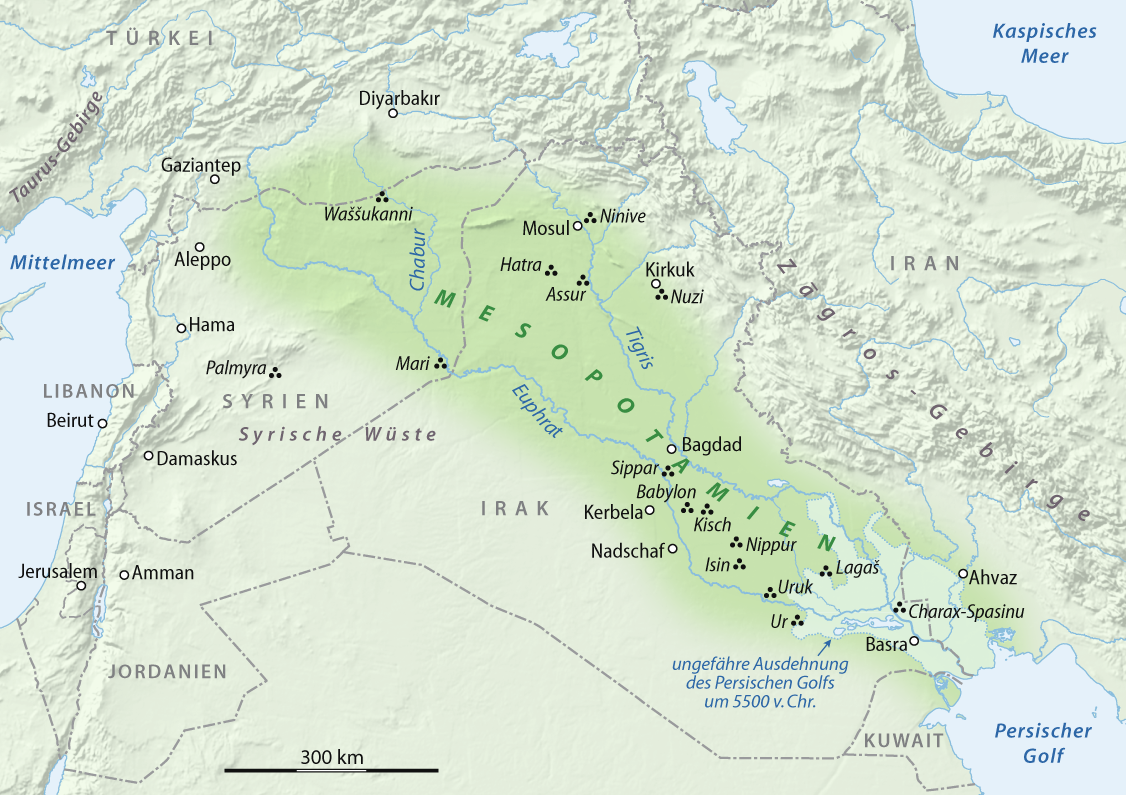
Mésopotamie
Moyen Orient vers 2800-2500
Moyen Orient vers 2500-2400
Empire d'Akkad (vers 2300-2100)

## IIemillénaireav. J.-C.

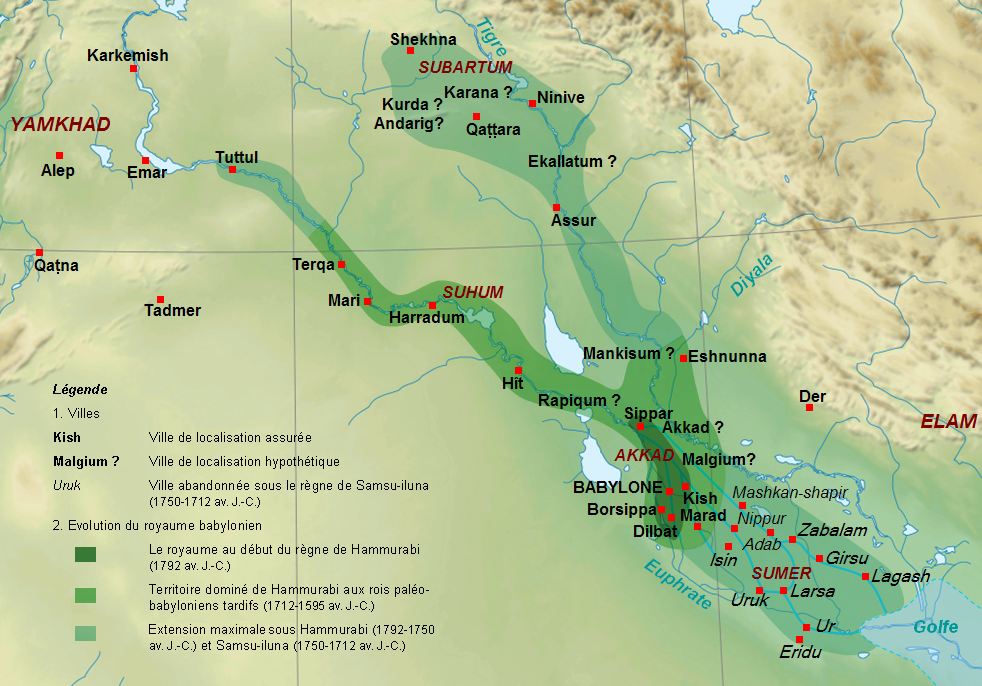
Première dynastie de Babylone (1894-1595)
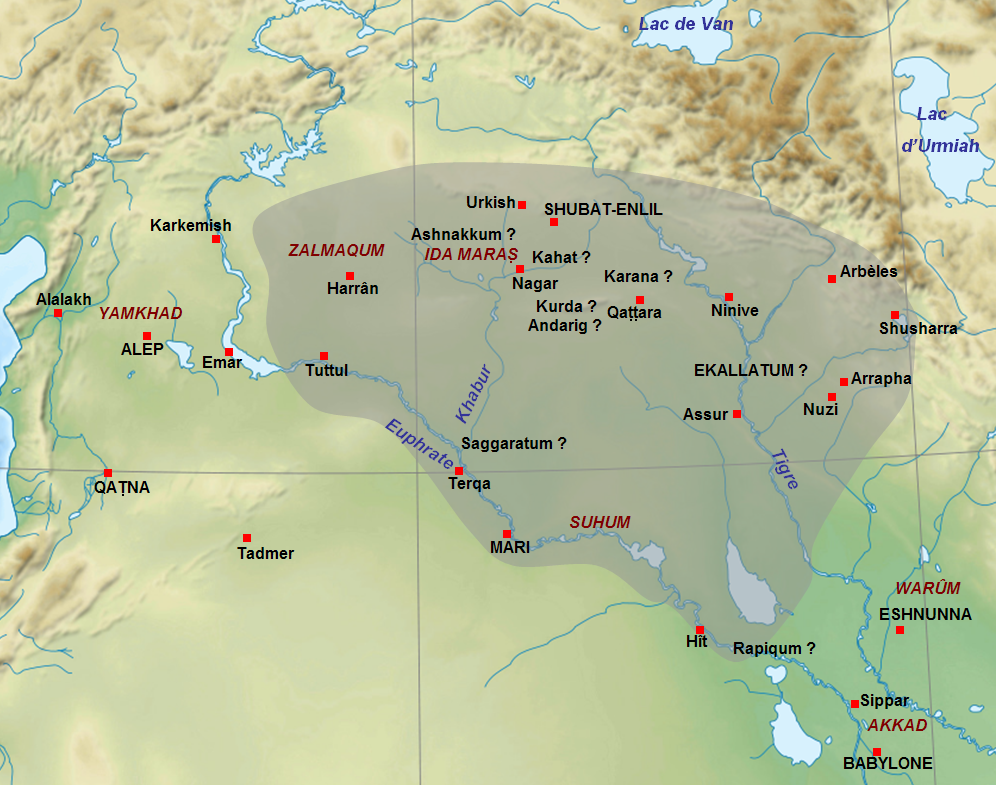
Royaume de Haute-Mésopotamie (vers 1815-1775)
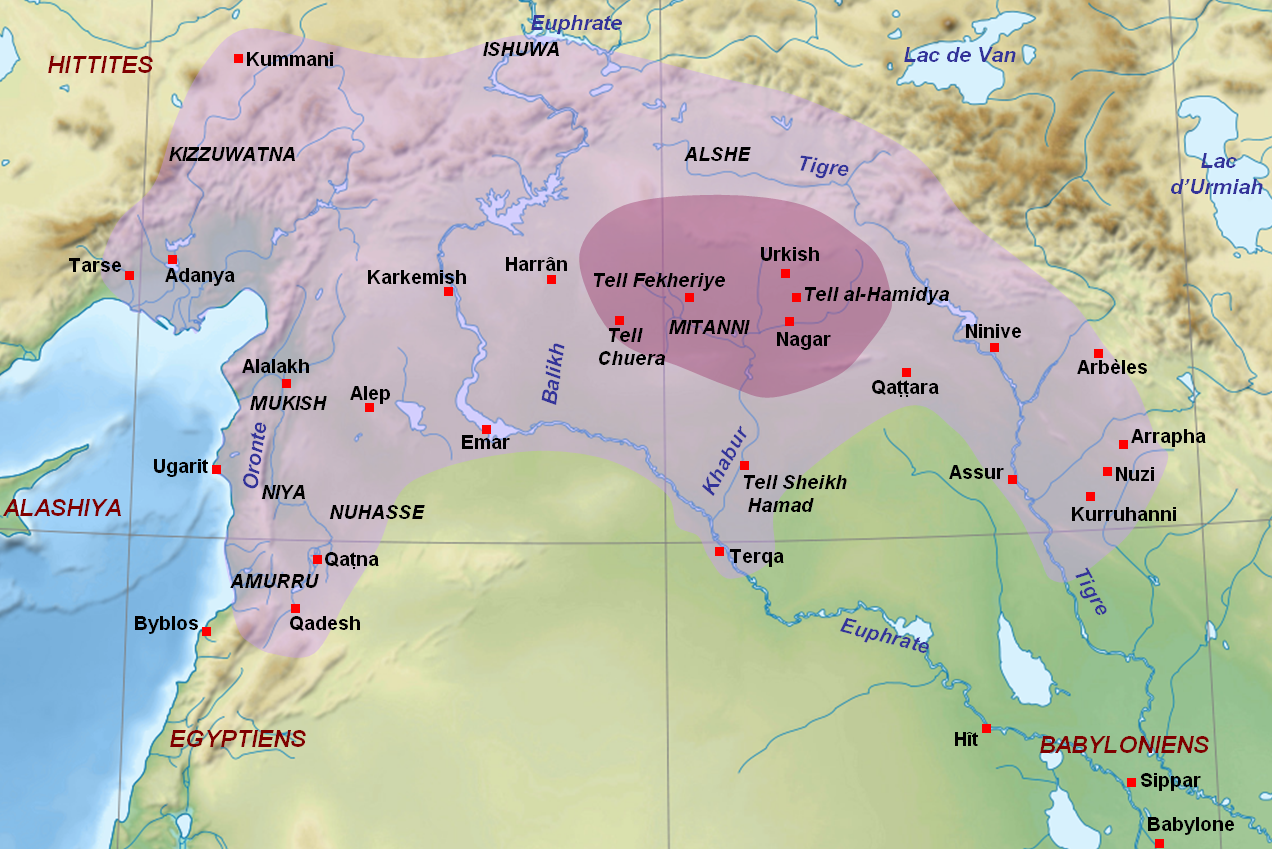
Mittani (vers 1500-1300)
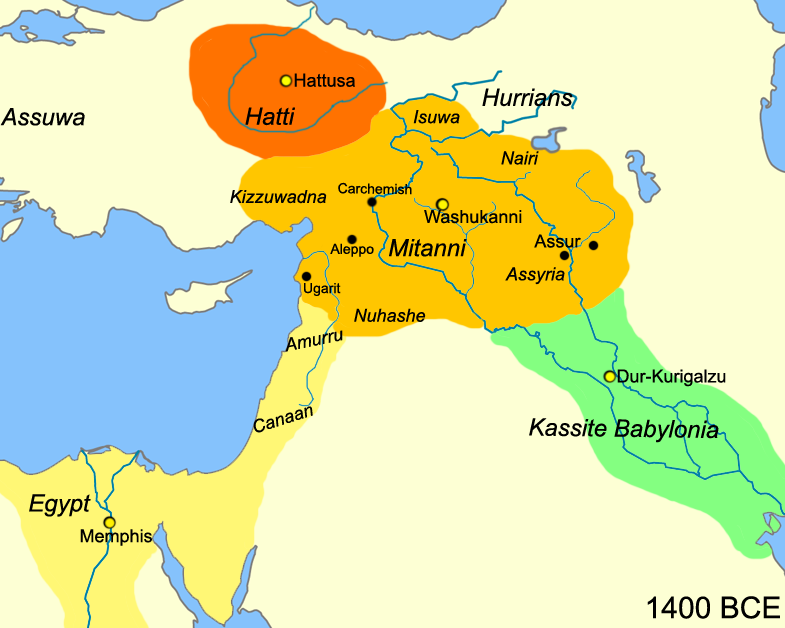
Proche Orient vers -1400
Moyen Orient vers -1380 (Lettres d'Amarna)
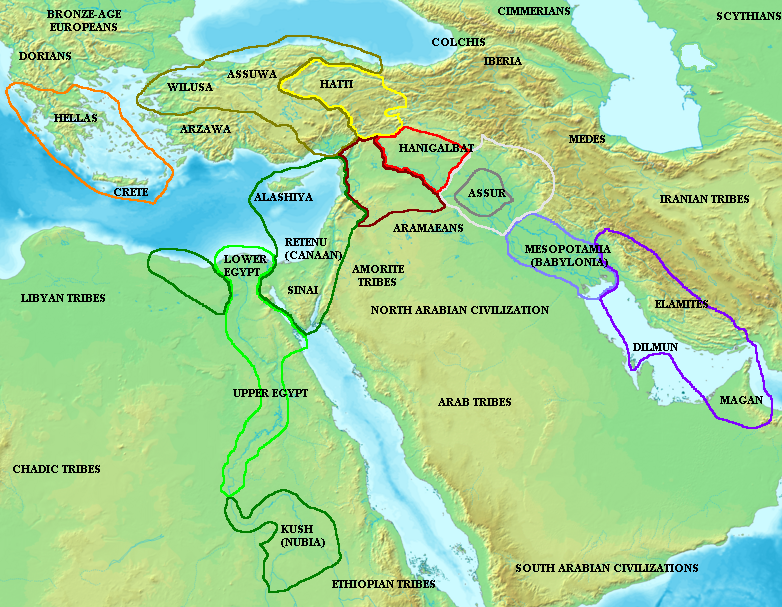
Moyen Orient vers -1380 (Lettres d'Amarna, version 2)
Moyen Orient vers -1300 (avant les peuples de la mer)
Royaume médio-assyrien (1450-934)

## Iermillénaireav. J.-C.

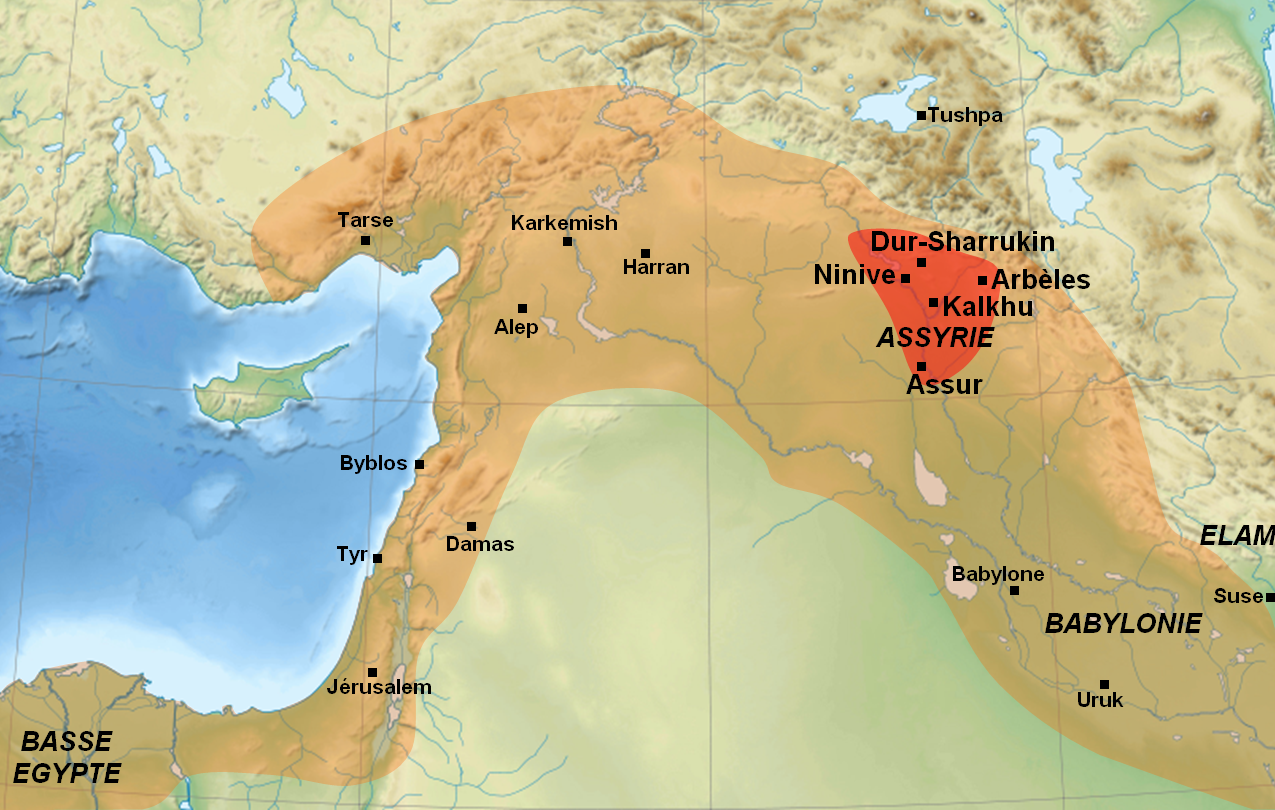
Assyrie (vers -700)
Empire néo-babylonien (626-539)
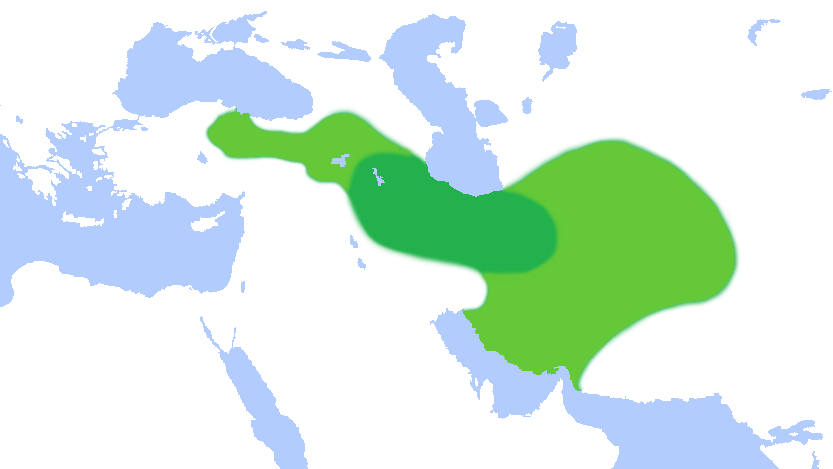
Empire mède (extension possible, 650-550)
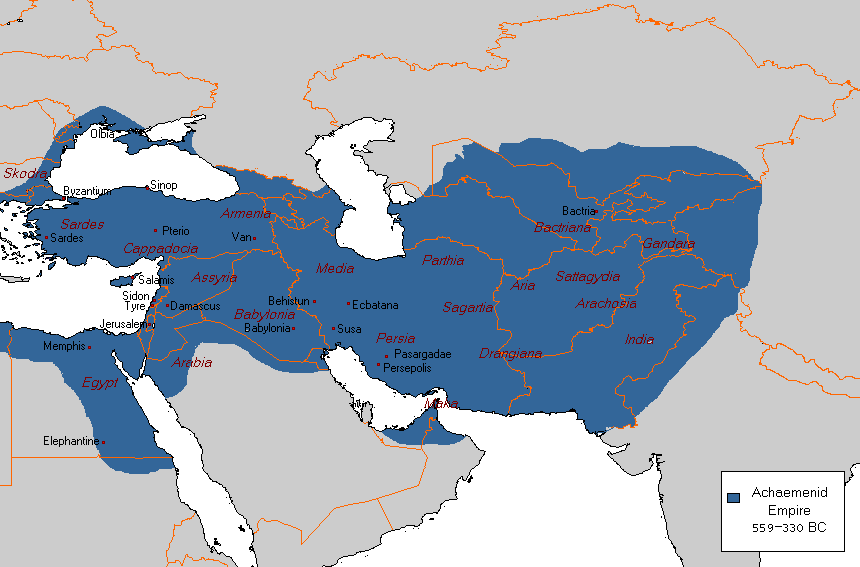
Achéménides (559-330)
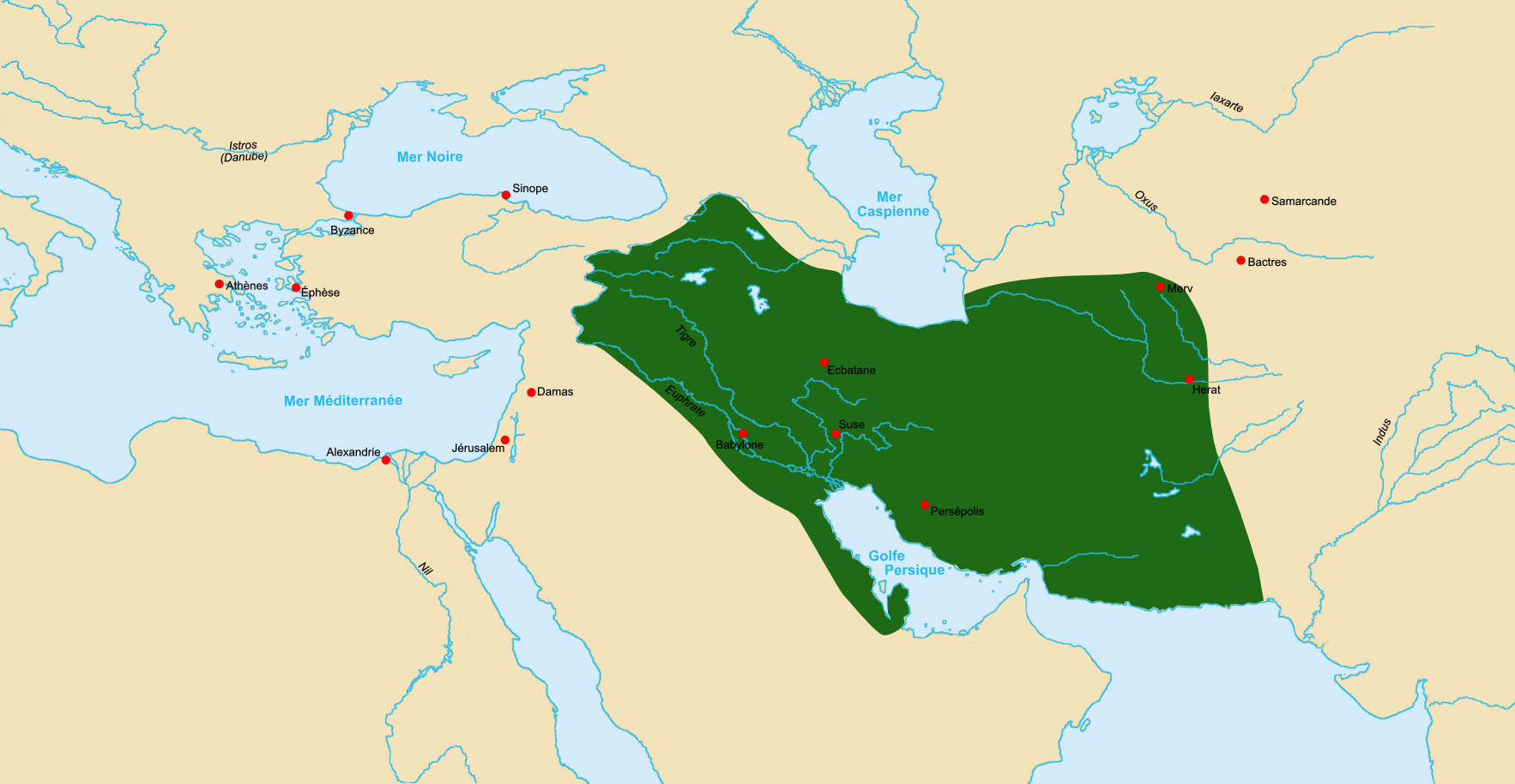
Empire parthe (de -247 à +224)

## Irak préislamique christianisé (30-638)
À l'époque pré-islamique, la région, un temps province de l'empire Sassanide, porte le nom de Khvarvaran. Le nom d’Irak dérive du terme persan Erak (bas-Iran).
Le christianisme primitif, autre religion du Livre (Bible chrétienne, Ancien Testament, Nouveau Testament) se développe, en diverses langues (hébreu, araméen, grec, etc.), en partie par les communautés juives, dont une des premières visées est celle de Damas, alors forte d’environ 10 000 adeptes. 
Le christianisme dans le monde romain, minoritaire (40), interdit (112), vivement critiqué (Discours véritable (178) et plus tard encore, en 362, Contre les Galiléens), pourchassé, persécuté, puis toléré (édit de Milan (313)), édit de Thessalonique (380)), puis à peu près religion d'État, est sans doute minoritaire, au moins en Irak, dès le IVe siècle. La région, suffisamment loin des centres romains de décision (et de persécution), sert de refuge aux minorités.
Il existe des récits, avérés ou non, de l’évangélisation et de la conversion de la Mésopotamie à l’âge apostolique, par Thaddée d'Édesse (mort vers 50), Simon le Cananéen (mort vers 65), Bar-Tolmay, Thomas (apôtre) (mort en 72)…
Erbil a son premier évêque chrétien en 104. Nadjaf a une zone de cimetière chrétien. Anbar (Falloujah) a son évêché.
En haute Mésopotamie, dans la région de Mossoul, le christianisme s’implante : Monastère Mor Mattay (363), Monastère Saint-Élie de Mossoul (582-590), Monastère Saint-Jean-de-Dailam,  Isaac de Ninive (640-700), jeûne de Ninive. La ville de Bakhdida (Qaraqoch), globalement assyrienne encore en 2000, se partage entre Église catholique syriaque et Église syriaque orthodoxe.
L’expansion du christianisme est plus large. 
L’Arménie voisine, avec Grégoire Ier l'Illuminateur (vers 240-326), se convertit en 300-313, avec catholicossat de tous les Arméniens (301)
La Géorgie voisine se convertit en 317, avec église orthodoxe géorgienne (devenue autocéphale en 484).
Après 313, les persécutions anti-chrétiennes en Perse contre cette minorité réputée subversive et déloyale, manifestent une présence chrétienne militante et motivent en partie des mouvements religieux dont le christianisme oriental, particulièrement le nestorianisme (Nestorius, (381-451)), vite présent sur les routes commerciales maritimes (Golfe persique, Océan indien) et caravanières, diffusant le christianisme nestorien, tout comme ces routes servent aussi à propager bouddhisme et islam.
Parmi les églises catholiques orientales et courants, sectes, schismes : 
- église apostolique assyrienne de l'Orient (310, autonome en 424 ou 431), avec siège du catholicos (patriarche/cardinal) à Erbil : Papa bar Aggai (-327), premier évêque à Ctésiphon- Séleucie du Tigre, concile de Séleucie-Ctésiphon (410), synode de Markabta (424), transfert du catholicossat à Bagdad en 78,
- ancienne Église de l'Orient, avec siège à Bagdad,
- diocèse d'Antioche (ou diocèse d’Orient, 330- vers 638),
- église syriaque orthodoxe : maphrianat de l'Orient (629-1859, avec siège à Tikrit puis Mossoul),
- arianisme, Arius (prêtre) (250-336)
- chalcédonisme, docétisme, ébionisme, monophysisme (miaphysisme), nestorianisme ( Rabban Bar Sauma (1225-1294), Yahballaha III (1244-1317)), Melchites, Elkasaïtes, Jacobites, Nazôréens (secte)...

Dans la région (particulièrement en survie difficile en Tur Abdin, province de Mardin (Turquie)), la littérature syriaque (en néo-araméen) atteste d’une recherche idéologique, spirituelle et théologique. Les actuelles Église syriaque orthodoxe (Jacobites, dont Dionysius Bar Salibi (?-1171)) et Église catholique chaldéenne (chaldéens), par exemple, en témoignent encore.
Parmi les papes d’origine proche-orientale : Anicet, 11e pape (~155-166~), Jean V, 82e pape (685-686), Serge Ier, 84e pape (687-701) Sisinnius (708), Constantin, 88e pape (708-715), Grégoire III, 90e pape (731-741).
Parmi les auteurs religieux chrétiens, de langue syriaque ou grecque : Ignace d'Antioche, Jean Mansûr (Saint Jean Damascène), (654-750), mais aussi théologiens nestoriens, liste des primats de l'Église apostolique assyrienne de l'Orient, école théologique d'Édesse, école théologique de Nisibe...
Autres personnages syro-irakiens célèbres de cette époque : empereurs romains d’origine syrienne : Élagabal (218-222), Sévère Alexandre (222-235), Philippe l'Arabe (244-249), mais aussi Apollodore de Damas (50-129, architecte de l'empereur Trajan), Julia Domna (deuxième épouse de l'empereur romain Septime Sévère), Septimia Bathzabbai Zénobie (reine de Palmyre de 267 à 272), Libanios (314-393, rhéteur)...

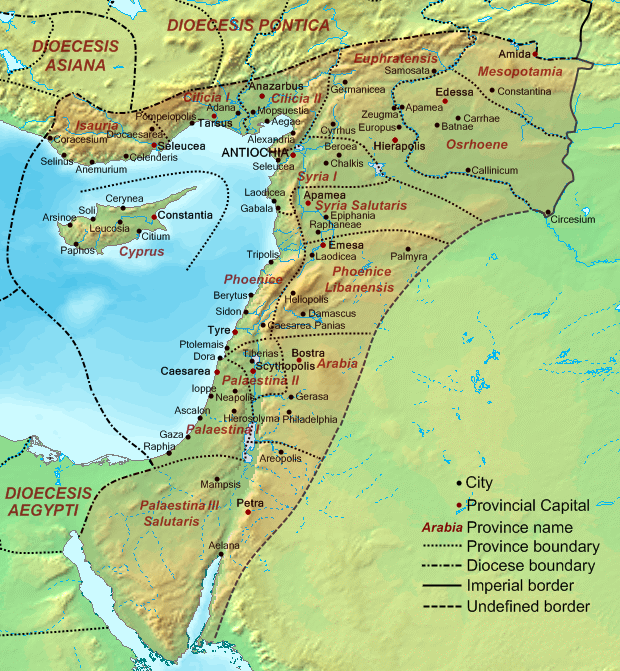
Préfecture du prétoire d'Orient, ou Diocèse d'Orient, vers 400.

La littérature reconnue est surtout (latine ou) grecque. Les ouvrages (en grec) de Flavius Josèphe, l’historiographe romain juif d'origine judéenne du Ier siècle, fournissent un éclairage nécessaire sur la période en proche Judée romaine.
Le judaïsme sous toutes ses formes se maintient en Syrie-Jordanie-Irak : judéo-christianisme, sabéisme, Sadducéens , Samaritains (au moins jusqu’aux révoltes samaritaines), et autres Minim. Le rabbin navarrais (basque) Benjamin de Tudèle (1130-1173), désireux de visiter la totalité des communautés juives dans le monde, voyage vers 1165-1170, visite la Mésopotamie, et les communautés de Bagdad, Bassorah, Mossoul, Soura (Babylonie) et Suse (Iran).
Les cultes païens, araméens, arabes, ou autres, ne sont pas pour autant remplacés par la foi chrétienne, toutes tendances confondues du christianisme primitif. La réalité paraît plus complexe : paganisme, superstition et syncrétisme dans un Empire chrétien, puisqu’aussi bien la région est en marge, et en contact avec des populations et des empires autrement pressants.
Pour l’époque, dans la région proche-orientale, coexistent, sans doute de manière conflictuelle, le zoroastrisme, à peu près religion officielle en Perse de -900 à +651 (et dans ses marges), le manichéisme (du prophète Mani (216-277)), le gnosticisme (IIe et IIIe siècles), les cultes à mystères, dont culte de Mithra, Glycon, Dolichène et autres cultes.

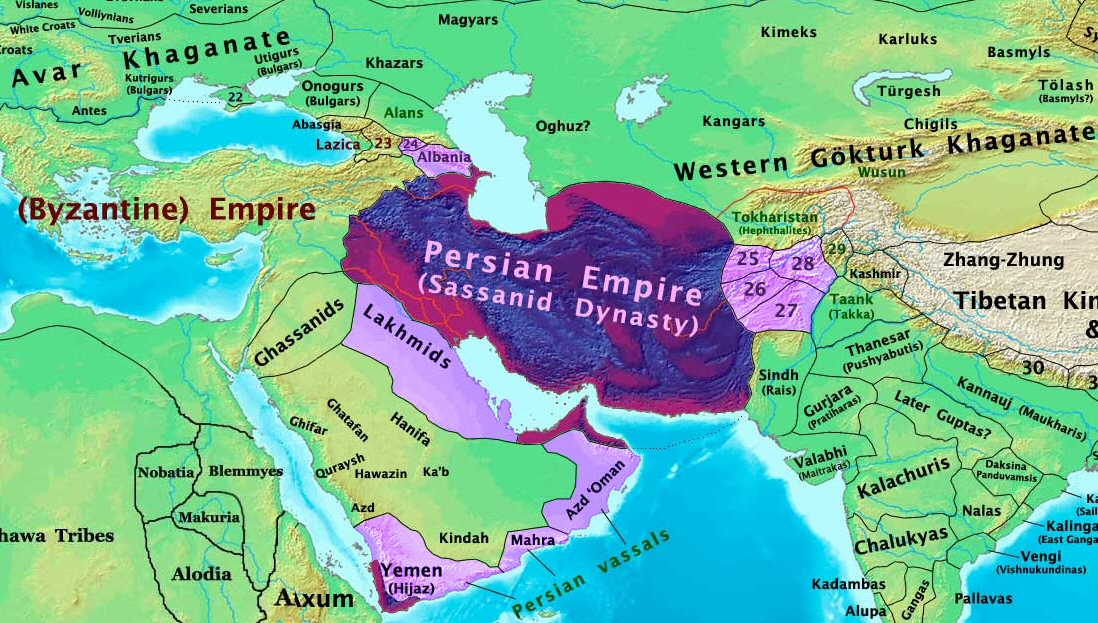
Moyen-Orient vers 600.

Les échanges commerciaux entre la Rome antique et l'Inde et la Chine, par routes commerciales caravanières et maritimes, passent par le Proche Orient, et l’Irak, par les ports du Golfe persique, et vers les ports du Levant, de Gaza à Antioche.
Au sud du Proche-Orient, prospèrent deux royaumes arabes chrétiens rivaux, les Ghassanides (220-638, en Syrie-Jordanie, alliés des Byzantins, avec pour capitale (Jabiyah (Golan)), et les Lakhmides (300-602, en  Basse-Mésopotamie, Characène (Khouzistan, Arabistan, Chatt-el-Arab) et un temps le nord-ouest du Golfe persique (probablement Koweït, Bahreïn, Qatif, Gerrha), alliés et vassaux des Perses Sassanides, avec pour capitale Al-Hira). Après la division de l'Empire romain, la Syrie-Irak est rattachée à l'empire romain d'orient en 395.  L’Empire byzantin  (330-1453), c’est les guerres perso-byzantines (502-628), mais aussi l’art byzantin, la littérature byzantine, les science et technologie byzantines.
Ces précisions sont importantes, dans la mesure où toute une richesse culturelle, chrétienne ou non, de cette période, a été balayée puis occultée avec l’arrivée de l’Islam, qui cherche à gagner, pacifiquement ou non, l’adhésion des populations. Le christianisme en Irak, en 2000-2005, est estimé à 636 000 fidèles, et Tarek Aziz (1936-2015), d'origine assyrienne, est longtemps ministre des Affaires Étrangères de Saddam Hussein.

## L'Irak sous les empires musulmans

### La conquête arabe
La Mésopotamie est une des premières régions conquises par les Arabes musulmans qui l'enlèvent aux Sassanides au VIIe siècle. Disputée entre les Omeyyades et les Alides, elle reste au pouvoir des premiers après la sanglante bataille de Kerbala.
L’expansion de l'islam, autre religion du Livre (Coran), est d’abord guerrière (sous les Omeyyades surtout) : rapide conquête musulmane du Levant ou de la Syrie romaine (634-638), de la Perse (633-654), de la Transoxiane (673-751), des Indes (à partir de 711), guerres arabo-byzantines (634-1180), croisades (1095-1291).
L’Irak est, un temps, le centre culturel du monde musulman sous les Abbassides.
Bagdad, créée en 762 (Histoire de Bagdad (en)), devient une des plus grandes villes du monde avec un fort rayonnement intellectuel. Sous la dynastie Abbasside, l'économie est prospère, les villes se développent,  l’industrie, les arts et les lettres atteignent leur apogée. L'Irak produit alors de nombreux astronomes, mathématiciens, penseurs, lettrés et traducteurs tels que Al Khwarizmi, Al Jahiz, Al Kindi, Al-Hajjaj ibn Yusuf ibn Matar et Thābit ibn Qurra.
Le Moyen Âge européen (500-1500 à peu près) correspond à l’Âge d'or de l'Islam : culture islamique, sciences arabes, arts de l'Islam, architecture islamique, géographie et cartographie dans le monde arabo-musulman médiéval, historiographie de l'islam et du Coran, littérature de langue arabe, rhétorique arabe, système juridique islamique, jurisprudence islamique, études islamiques. 
Le Proche-Orient (au moins pour la partie irakienne) connaît en gros trois califats et/ou dynasties régionales :
- Rachidounes, Califes bien guidés (632-661),
- Omeyyades (661-750), avec Damas pour capitale, art omeyyade,
- Abbassides (750-1258), avec Bagdad (créée en 762) pour capitale, art abbasside, rébellion des Zanj (869-883).. et déjà esclavage dans le monde musulman,
- Dynastie chiite des Bouyides (945-1055), sur la Perse et partiellement sur l'Irak.

### L'âge d'or abbasside
L'Irak est ensuite le centre du califat abbasside de Bagdad.
Affaibli par la révolte des esclaves Zanj au IXe siècle, le califat ne domine plus directement que l'Irak central et méridional. Le nord, autour de Mossoul, appartient à des émirs indépendants, Hamdanides puis Zengides.
Le califat reste cependant le symbole de l'unité de l'islam sunnite. Les Turcs seldjoukides lui rendent hommage, de même que la plupart des princes musulmans.

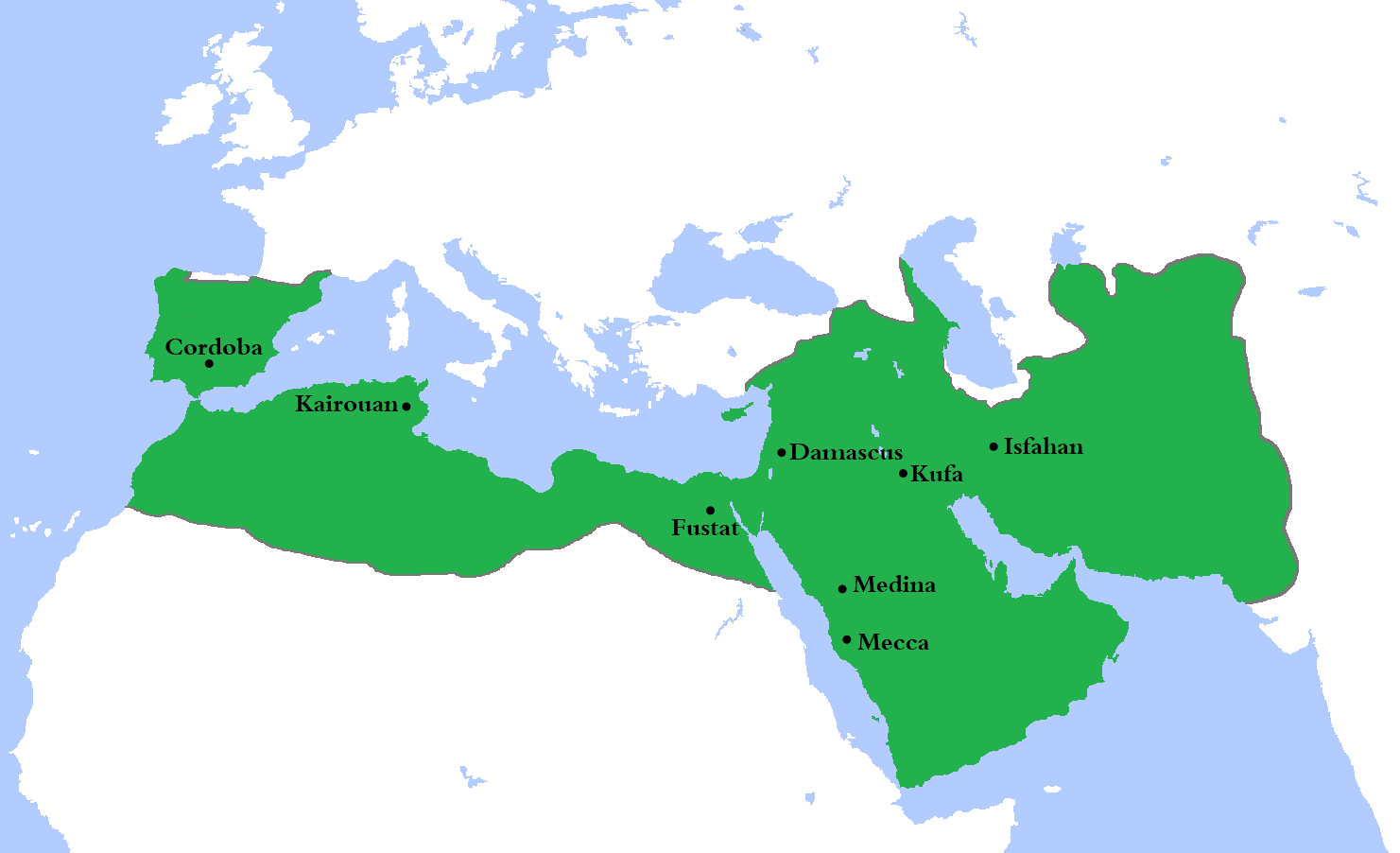
Califat omeyyade (661-750)
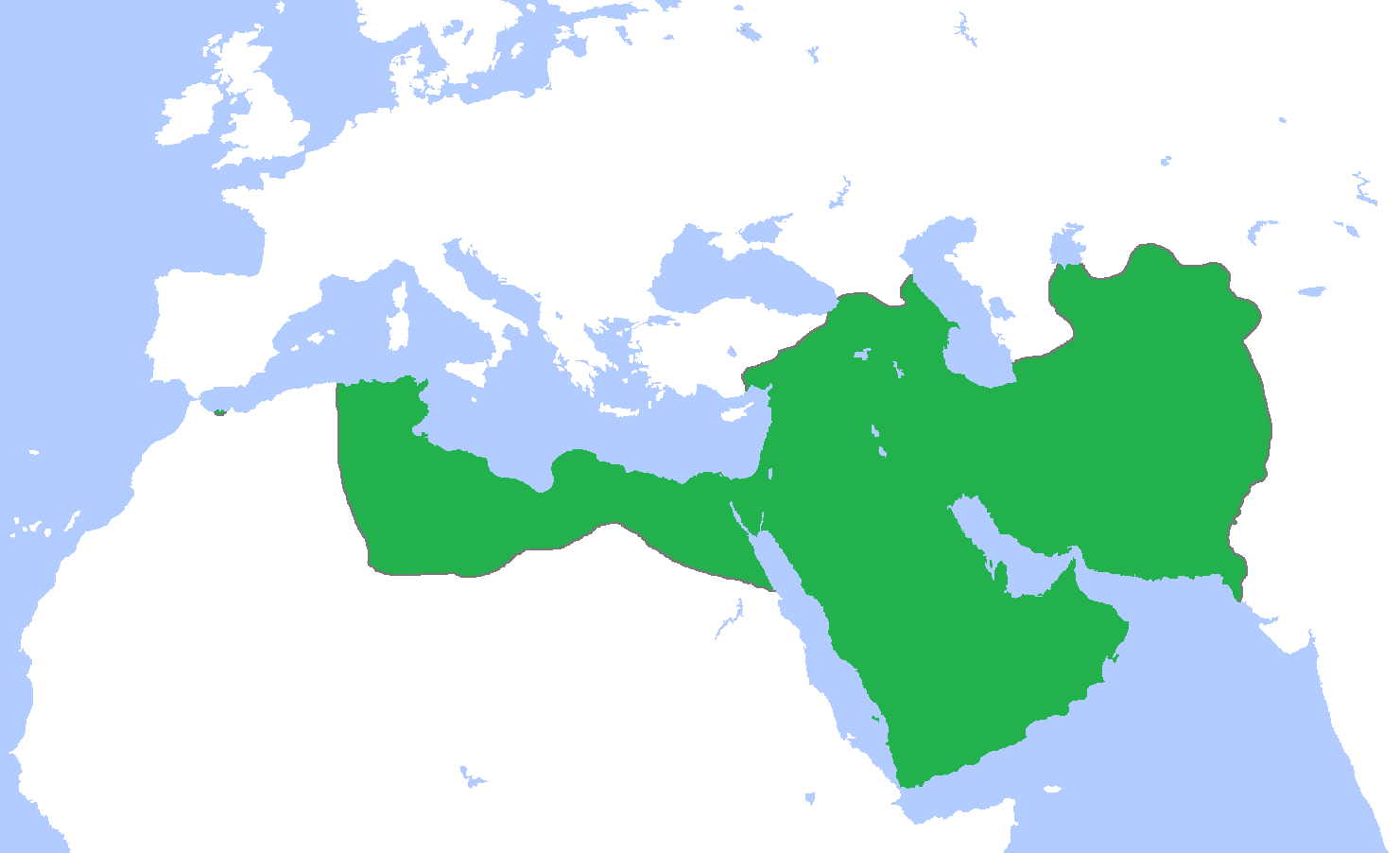
Califat abbasside (750-1258) à son apogée vers 786-809
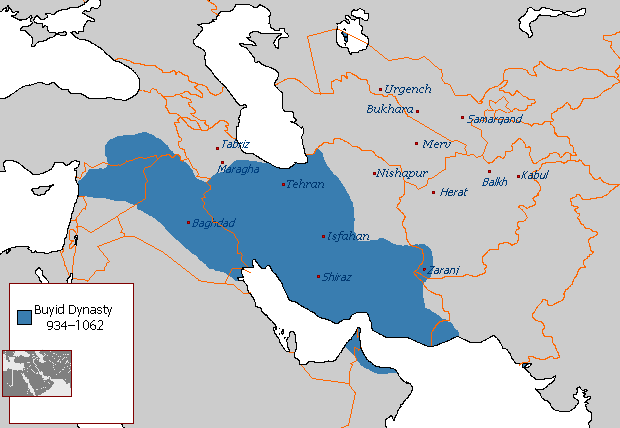
Dynastie chiite bouyide de Perse

### Le déclin
Après les Abbasides, le Proche-Orient (au moins pour la partie irakienne) connaît divers califats et/ou dynasties régionales (et un intermède chrétien européen) :
- Ayyoubides (1169-1341), dynastie musulmane kurde, surtout en Syrie, mais un temps en Haute Mésopotamie,
  - Croisés (1096-1187), États latins d'Orient (1098-1291) et Royaume de Chypre (1192-1489), à l’époque ayyoubide,
- Ilkhanat de Perse (1256-1335), dynastie mongole des Houlagides, de Houlagou Khan (1217-1265, petit-fils de Gengis Khan), de religion tengriste et bouddhiste, de langue persane
- Djalayirides (1336-1432), dynastie musulmane mongole, avec pour capitale Bagdad puis Bassorah,
  - Mozaffarides (1336-1393), dynastie musulmane mongole en Iran,
- Qara Qoyunlu (1375–1469, Moutons noirs), fédération tribale, dynastie turkmène, avec Tabriz pour capitale, et qui s’empare de Bagdad en 1410, art turkmène
- Aq Qoyunlu (1378–1508, Moutons blancs), fédération tribale, dynastie turkmène, azéri et persan de langue, avec pour capitale Tabriz puis Bagdad,
- Timourides (1370-1507), persan et tchaghataï de langue, renaissance timouride, art timouride,
- Séfévides (1508-1534 et 1624-1638), de langue persane et turque, avec pour capitale Tabriz, Qazvin puis Ispahan, art safavide.

Ravagé par les Mongols de Houlagou Khan (Hülegü), puis par les Turcs orientaux de Timour, l'Irak perd son rôle central lorsque les derniers califes abbassides transfèrent leur résidence au Caire.

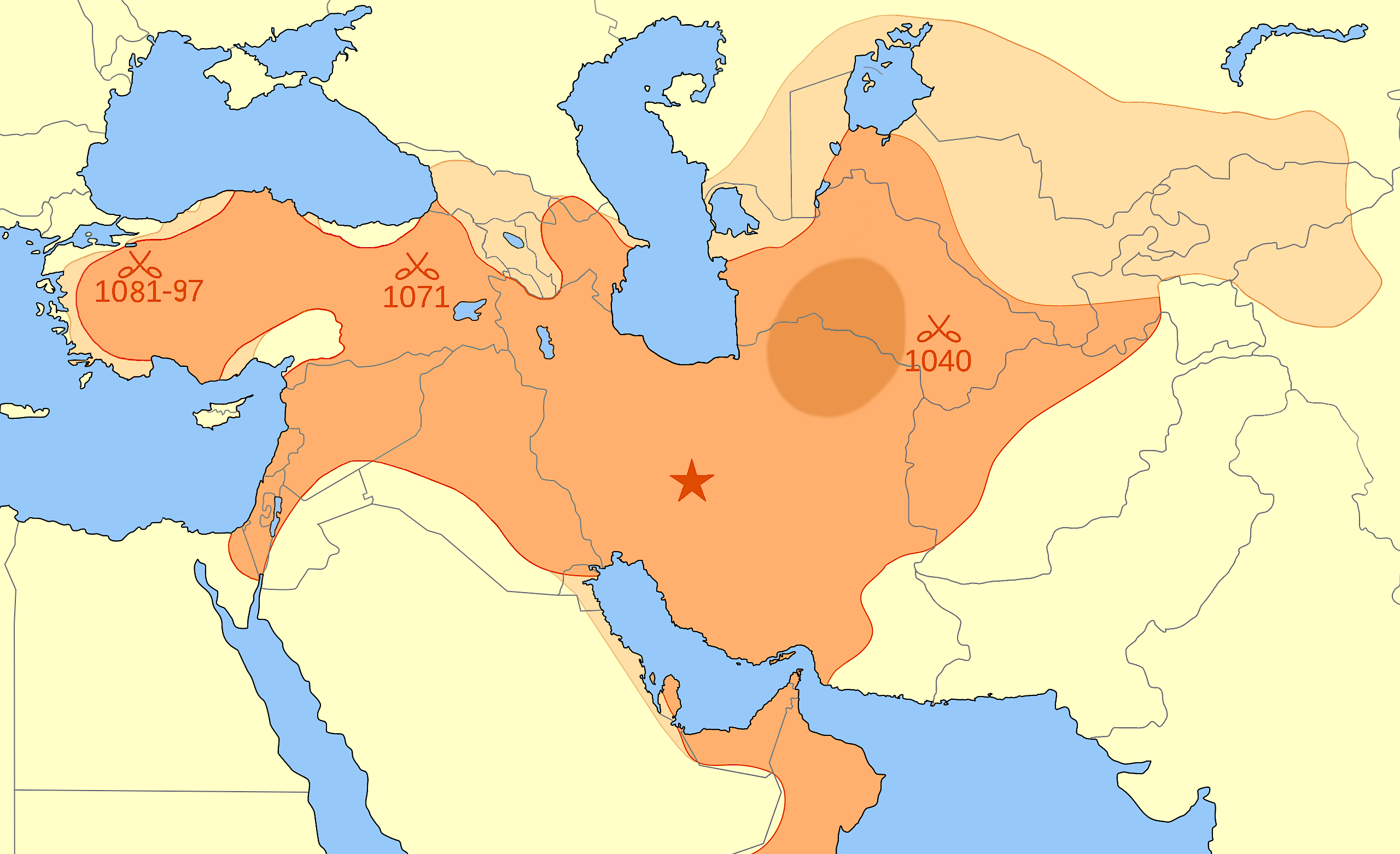
Empire seldjoukide à son apogée (1092)
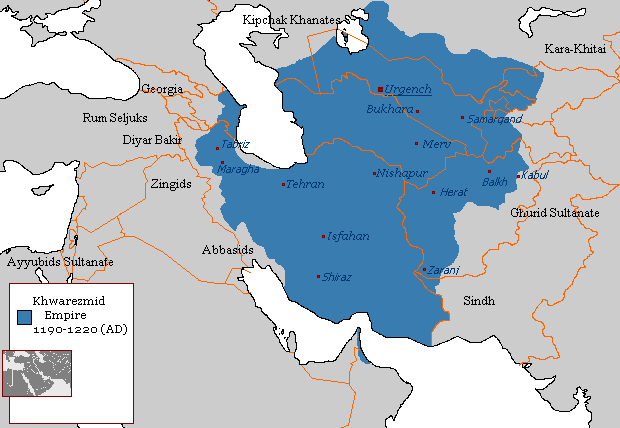
Empire khwarezmien (vers 1190-1220)
Empire mongol (à son apogée en 1279)
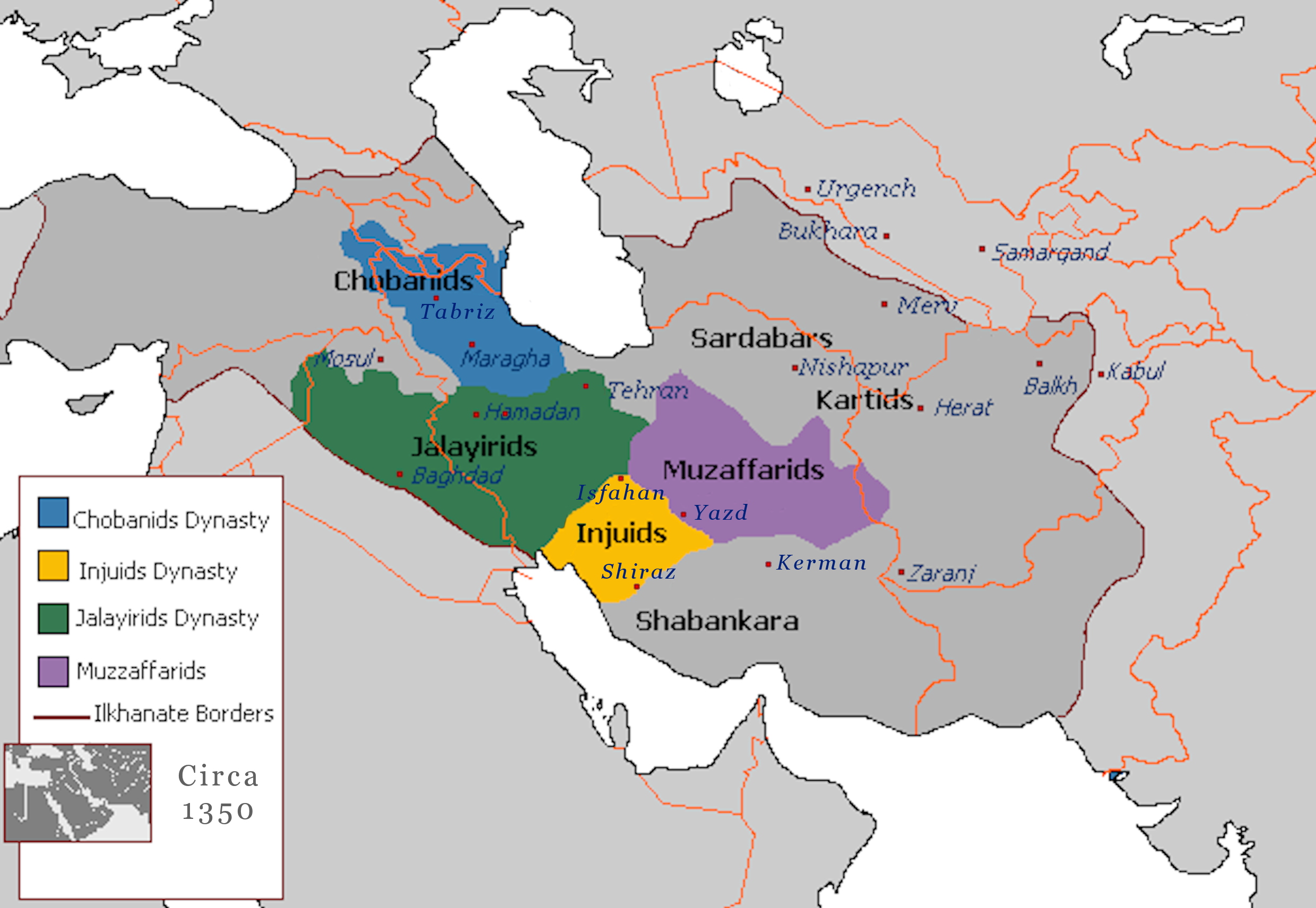
Djalayirides (1336-1432)
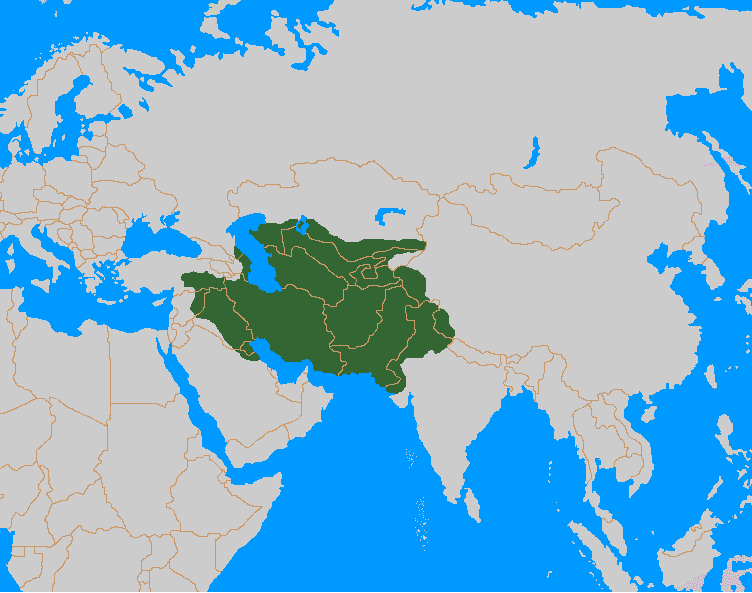
Empire timouride (1365-1405)
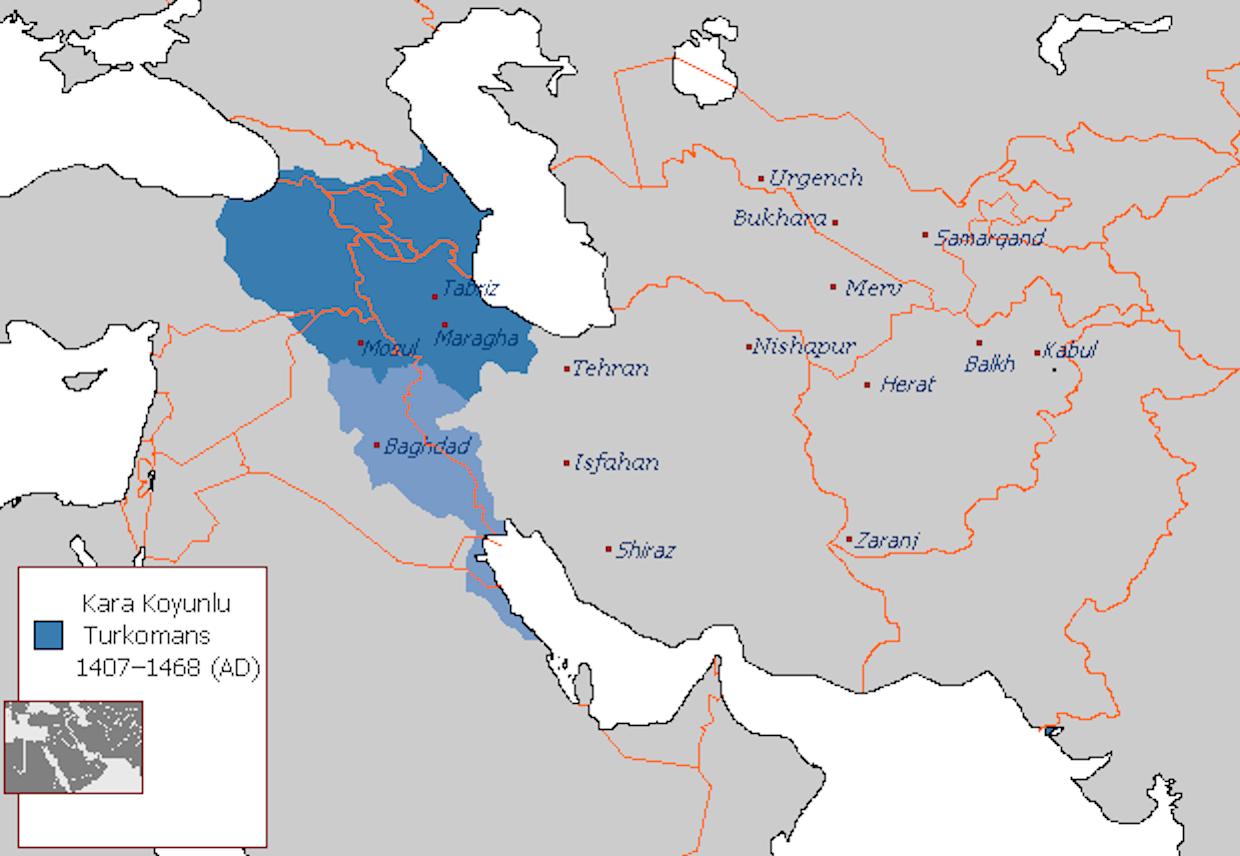
Qara Qoyonlu (1407-1468)
Aq Qoyonlu (1478)
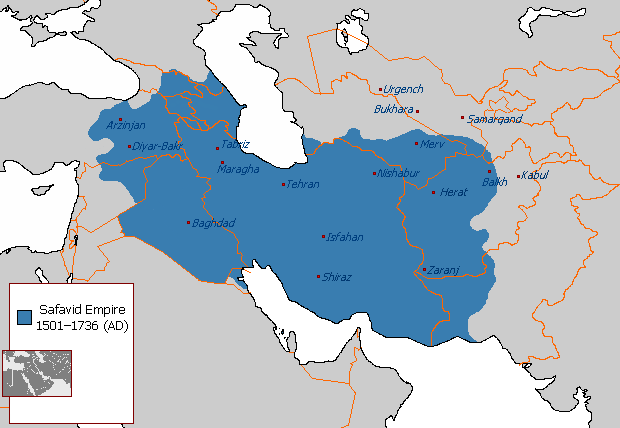
Expansion maximale séfévide (Ismaïl Ier, 1501-1524)

### Irak ottoman (1534-1920)
Soliman le Magnifique (1494-1566) ou Le Législateur, dixième sultan ottoman (de 1520 à 1566), assure la reconstruction complète du système juridique ottoman, s'assure la maîtrise des mers avec la marine ottomane : guerre turco-persane (1532-1555), expéditions navales ottomanes dans l'océan Indien, expéditions ottomanes à Aceh.
De 1400 à 1826, le puissant ordre militaire des Janissaires, composé d'esclaves d'origine européenne et initialement de confession chrétienne avant leur conversion à l'islam, puis par devchirmé, et constituant l'élite de l'infanterie de l'armée ottomane à l'apogée de l'Empire, constituent progressivement une sorte d'État dans l'État. Dans les garnisons provinciales, les janissaires, souvent liés aux corporations professionnelles, sont de plus intégrés à la vie sociale et aux luttes de factions locales, contre l'État central.

#### XVIeetXVIIesiècles
Aux XVIe et XVIIe siècles, l'Irak est un champ de bataille entre l'Iran des Séfévides et l'Empire ottoman. Le premier renforce l'implantation du chiisme autour des villes saintes de Kerbala et Nadjaf. Mais le second reste maître du terrain, en s'appuyant sur les Turkmènes et les Arabes sunnites.
La région mésopotamienne y contribue avec la présence de la marine ottomane (dans l’Océan indien) et les nombreuses guerres ottomano-persanes (1514-1823), mais connaît aussi de nombreuses révoltes (injustices, corruption, contrôle insuffisant), et de nombreuses (tentatives de) réformes.
L’esclavage dans l'Empire ottoman concerne également l’Irak : traite des esclaves de Barbarie, devchirmé, harem, eunuque, esclavage sexuel, Zanj.
Les régions administratives sont : eyalet de Mossoul (1535-1864), eyalet de Bagdad (1535-1862), eyalet de Chahrizor (1554-1862, approximativement le Kurdistan irakien) (1538-1862), eyalet de Bassora (1538-1862), eyalet de Lahsa (1553-1670 Al-Hassa (Arabie)).
L’arabe est limité au domaine religieux. La langue administrative est le turc ottoman. La langue culturelle est le persan (et les diverses langues turciques) : l'urgence est alors de forger une identité culturelle islamique unique. Les sciences et techniques dans l'Empire ottoman se font en turc ottoman.
La littérature de langue arabe décline, y compris la poésie.
Le système des millets dérive du droit islamique, avec les notions de Dar-al-Islam (« maison de la soumission à Dieu » ou monde islamique, c'est-à-dire les musulmans), Dar-al-Ahd (maison de la trêve ou monde des soumis ou dhimmis, des vassaux et des alliés, avec lesquels les musulmans sont en paix) et Dar-al-Harb (« maison de la guerre » ou monde ennemi avec lequel les musulmans sont en conflit). Les millets non-musulmans s'intègrent dans le Dar-al-Ahd en tant que dhimmis. Le premier millet, Rum milleti, reconnu dès la prise de Constantinople (1453), correspond à l'Église orthodoxe. Le second, au moment de la prise de Trébizonde (1461), est le millet arménien (millet-i sadika, « millet fidèle », avec juridiction sur tous les chrétiens d'Orient (assyriens, coptes, syriaques, catholiques et même bogomiles). Le troisième est le millet juif, dès la fin du XVe siècle (mais sans charte officielle avant 1839). D’autres suivent. Le système des millets est réformé en 1839-1856.

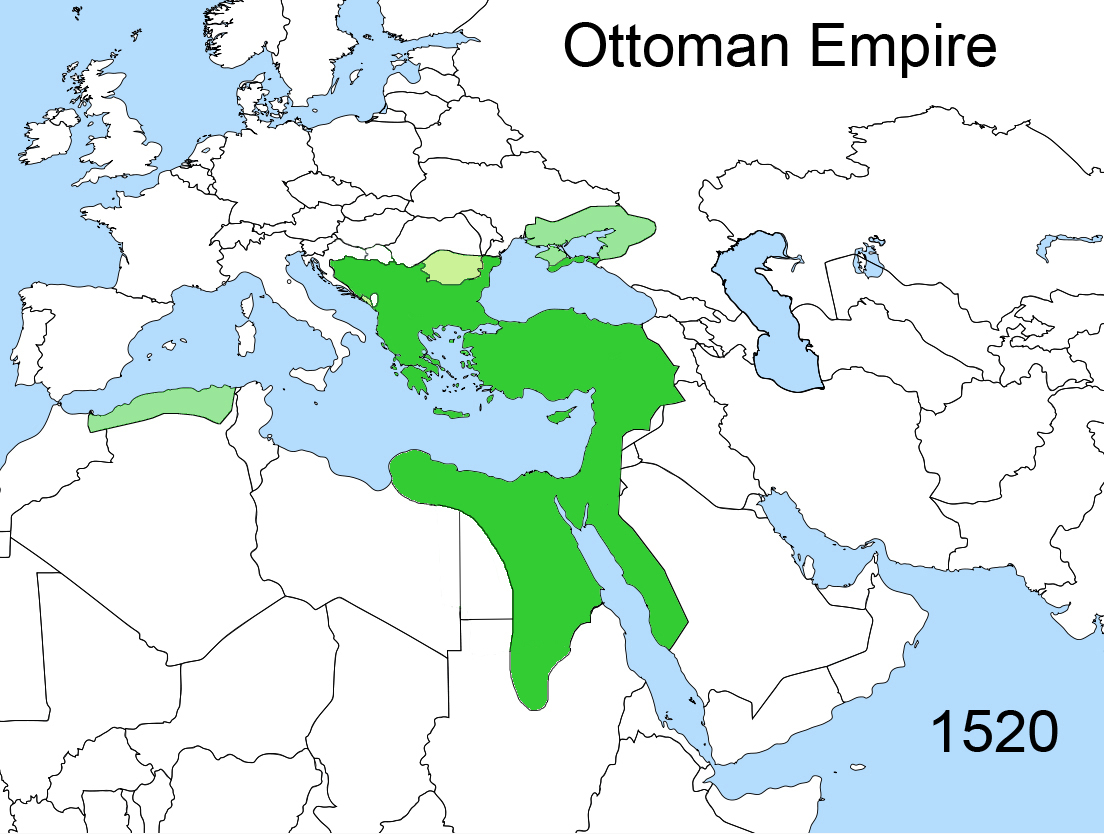
1520
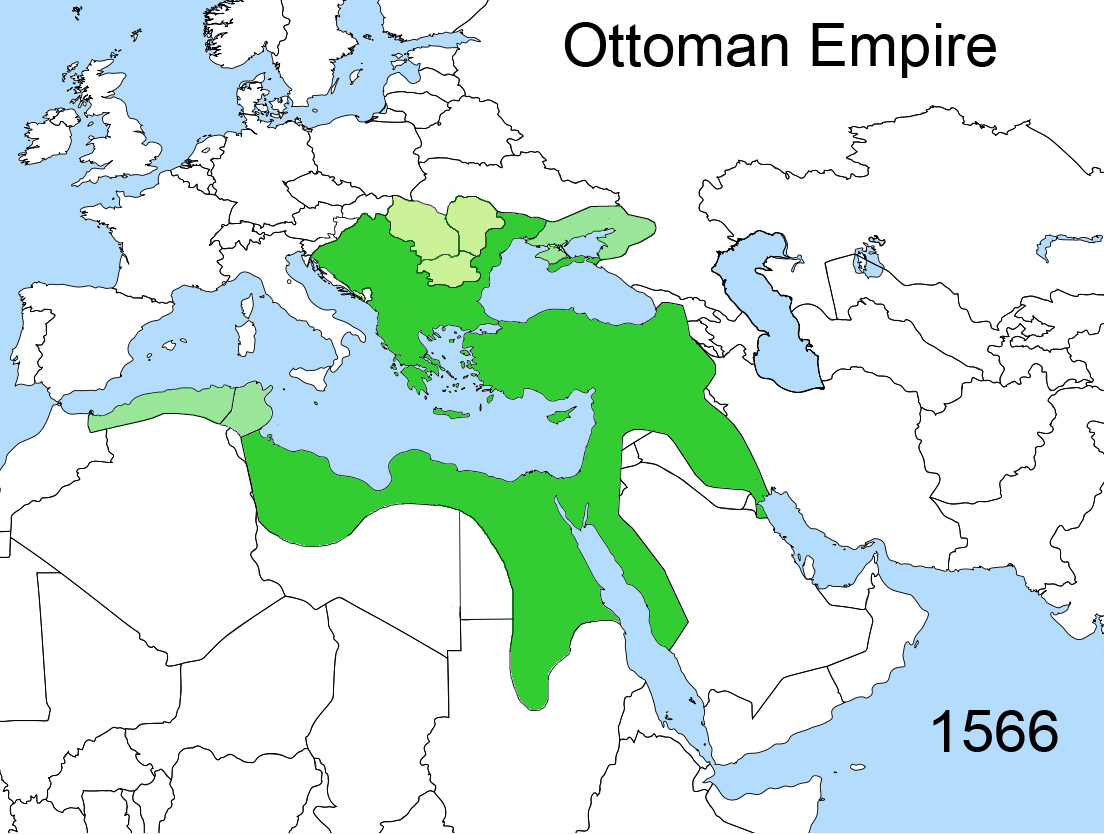
1566
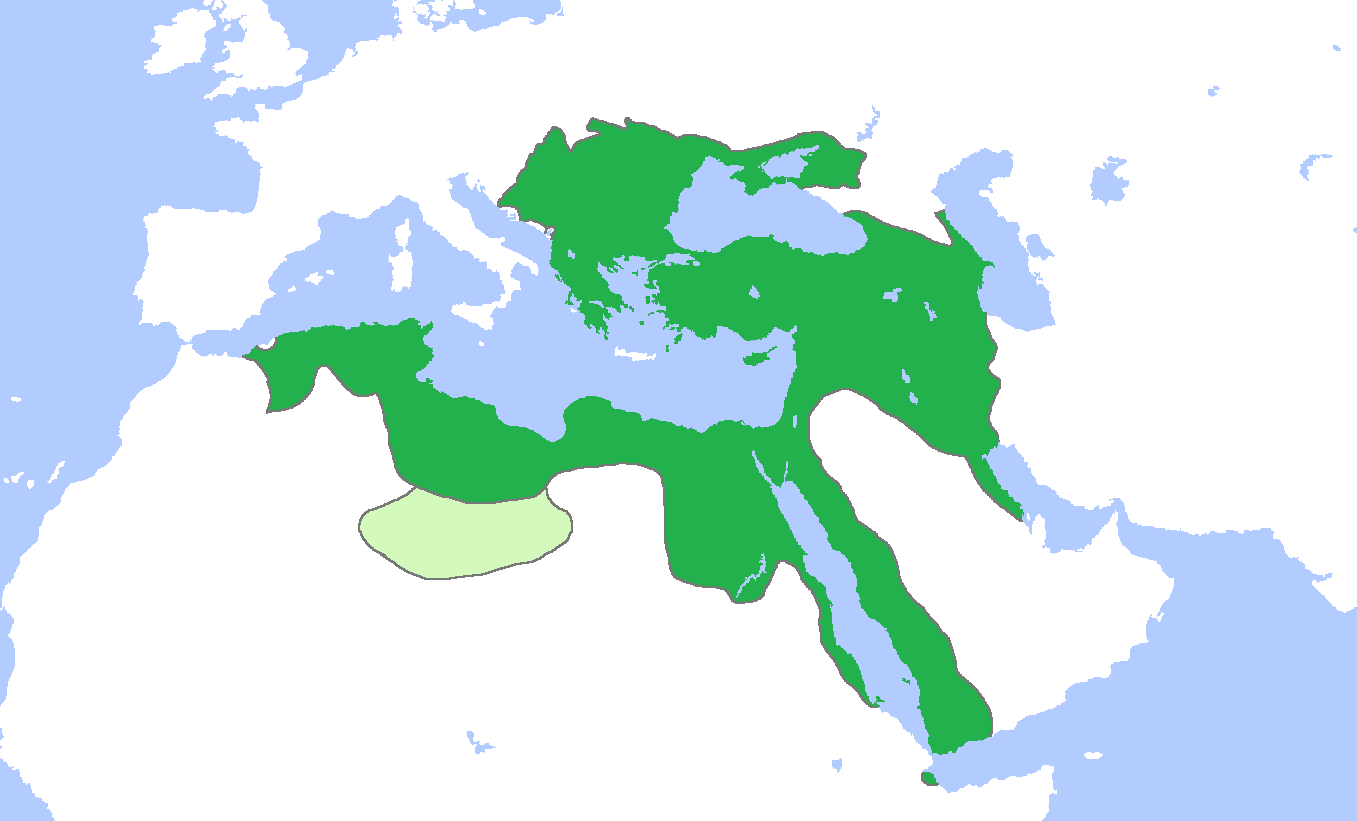
1600
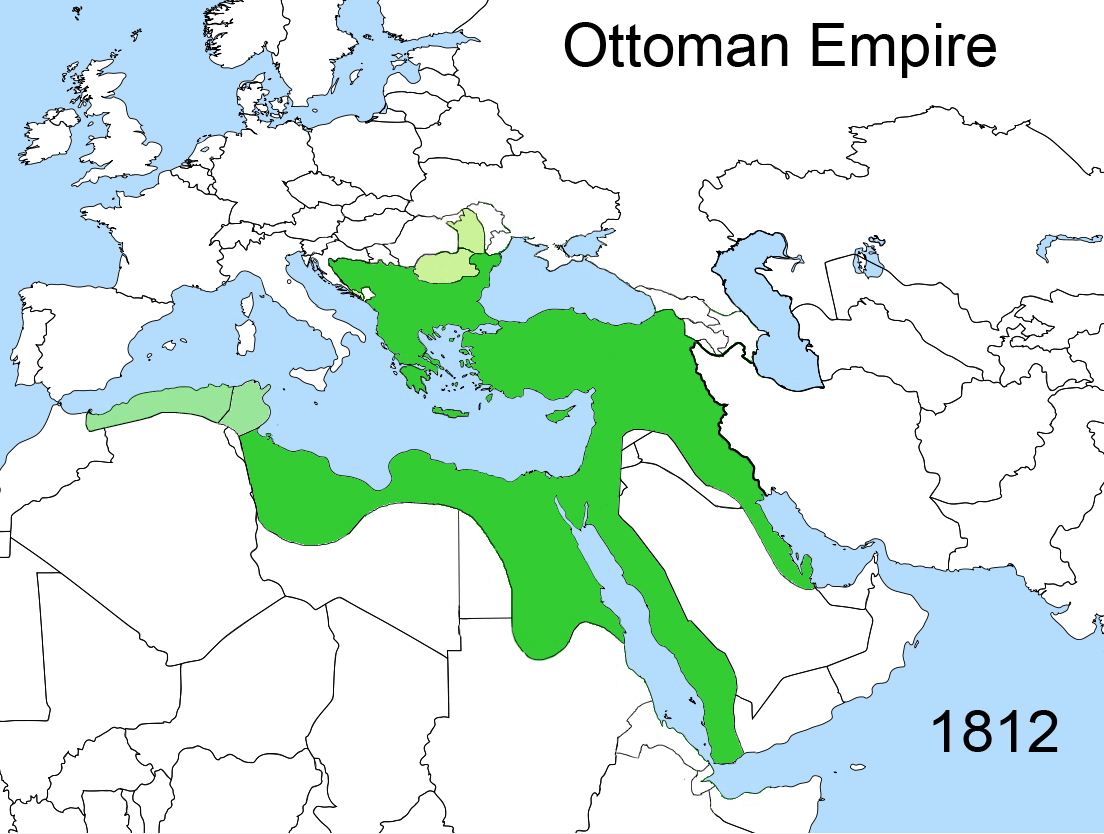
1812

### XVIIIesiècle
Ahmed III (1673-1736), sultan de 1703 à 1730) et son grand vizir Nevşehirli Damat Ibrahim Pacha (1666-1730) permettent l'Ère des tulipes (1718-1730), période riche de perspectives et de programmes, interrompue par le refus des Janissaires.
Avec Moustafa III (1717-1774), sultan de 1757 à 1774, et son grand vizir Koca Ragıp Pasha, l'Empire connaît une rare période de paix et de réformes.
Abdülhamid Ier (1725-1789), sultan de 1774 à 1789, signe le traité qui met fin à la guerre russo-turque de 1768-1774 qui accorde à la Russie l'accès à la Mer noire et l'indépendance des Tatars de Crimée et commence la guerre russo-turque de 1787-1792.
La Mésopotamie reste enfin relativement informée des autres cultures proches intégrées ou extérieures à l’empire ottoman (au moins d’Asie) : dynastie Zand (kurde d’Iran, 1750-1794)), royaume de Karthli (1490-1762, Géorgie), Arménie ottomane, khanat du Karabagh (1748-1822),  khanat de Kouba (1680-1710), évolution territoriale de la Russie, Empire russe (1721-1917), Troisième Rome (Moscou), guerres russo-turques (1568-1878), émirat de Dariya (1744-1818, premier état saoudien et wahhabite).

Afcharides (1736-1749)
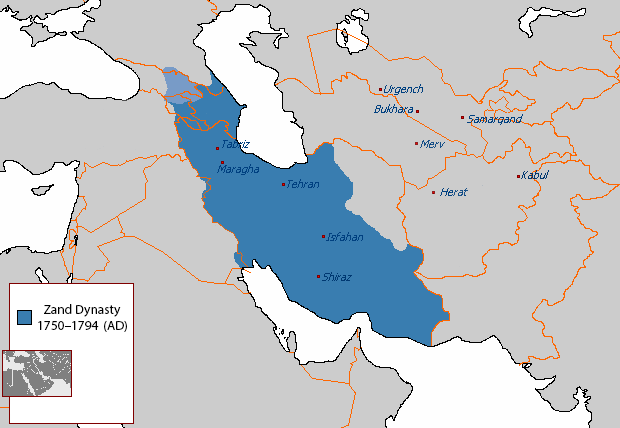
Dynastie Zand (1750-1794, Iran)

### XIXesiècle
L'Irak sous l'Empire ottoman est fragilisé entre autres par les guerres ottomano-persanes (1514-1823), qui s'achèvent par les traités d'Erzurum (en), signés en 1823 et 1847.
L'Irak, divisé en plusieurs provinces (au XIXe siècle, les vilayets de Mossoul, de Bagdad et de Bassora), est une portion plutôt pauvre et marginale de l'espace ottoman. Le détournement de la route des Indes par les Portugais et les autres Européens lui a fait perdre ce qui lui restait d'importance économique.
La dynastie mameluk d'Irak (en) (1704-1831), d'origine géorgienne et circassienne (Adyguéens, Tcherkesses), s'oppose aux seigneurs ottomans, rétablit relativement autonomie, ordre et prospérité, mais se fait renverser en 1831 par les Ottomans. Dawud Pacha de Bagdad (en) est le dernier dirigeant mamelouk (1816-1831) d'Irak. Trop rétif aux pressions britanniques, il est renvoyé, ce qui provoque une résurgence de l'influence britannique dans la région, la persécution des communautés juives, et l'émigration de grandes familles juives vers l'Inde : famille Sassoon, famille Judah.
Le gouvernorat de Mossoul, longtemps fief de la dynastie Jalili (en) (1726-1834), célèbre et puissante famille d'origine chrétienne de Diyarbakır, enrichie par le commerce de céréales, l'entreprenariat, les infrastructures, la charité et le mécénat, est soumis également à réorganisation du pouvoir central, qui cherche à neutraliser les grandes familles locales.
Sélim III (1761-1808), sultan de 1789 à 1807, conseillé par l'ambassadeur suédois Constantin d'Ohsson initie une série de réformes, Nizam-i Djédid (1794), visant à réformer les « huit retards » de l'organisation politique et militaire de l'Empire ottoman.
Après les dépositions ottomanes de 1807-1808, le long sultanat (1808-1839) de Mahmoud II (1784-1839) permet une reprise en main, dont la suppression de l'ordre militaire des Janissaires en 1826 et la mise en place d'une armée à la manière européenne.
La réorganisation (tanzimat) du pouvoir ottoman (1839-1876) est localement le fait de Midhat Pacha (1822-1883), progressiste, réformiste, pro-occidental, maître d'œuvre de la constitution de l'Empire ottoman de 1876. Il est gouverneur du vilayet de Bagdad en 1866, avant d'être nommé grand vizir en 1873, à la place du précédent, Mahmoud Nedim Pacha, antiréformiste.
La « kurdicité » repose en partie sur le système tribal, d’adhésion au chef féodal kurde, ce qui est un générateur de conflits permanents, si nécessaire contre l'ensemble de la nation kurde, plus encore contre tout pouvoir central. 
Dans l’Iran voisin, sous la dynastie Kadjar (1786-1925, turkmène), la faiblesse persistante du pouvoir persan, malgré quelques victoires comme celles d'Abbas Mirza contre les Ottomans, laisse une large autonomie aux Kurdes.
En Irak, le siècle connaît diverses révoltes kurdes (1806-1912), dont celle de Bedirxan Beg (1802-1868) en 1828-1847).
Après l’écrasement d’une dernière grande révolte kurde, celle du Cheikh Ubeydullah (1825-1883), il ne reste plus d’entités autonomes ou semi-autonomes kurdes, avec l’avènement du centralisme à travers une politique de réformes, dans les deux Empires ottoman et perse. 
Le pouvoir des princes est anéanti, dans la mesure où ils sont remplacés par des gouverneurs ottomans, mais impuissants car manquant de la légitimité traditionnelle. Cela renforce par conséquent ceux à qui ils sont amenés à déléguer : les chefs religieux (« cheikhs chez les Sunnites, ‘’dede chez les Alévis), féodaux (aghas), et, surtout, les chefs des tribus, devenant de fait des autorités intermédiaires, qui forment en fait un écran entre les individus et l'État. Ainsi, la modernisation des structures étatiques renforce le rôle des tribus kurdes, qui constituent désormais le réel contre-pouvoir face à la bureaucratie ottomane.
Abdülhamid II (1842-1918), sultan et calife de 1876 à sa déposition en 1908 (et à son exil à Salonique), est le dernier monarque à exercer une véritable autorité sur l'empire en déclin. Son règne est caractérisé par le déclin persistant de l'État ottoman malgré une politique de modernisation. La période hamidienne voit ainsi l'établissement d'une administration centralisée, la réforme du système judiciaire, l'ouverture de nombreuses écoles et universités, et l'extension massive des réseaux télégraphique et ferroviaire ottomans à l'image des célèbres ligne du Hedjaz et de Berlin-Bagdad. Mais ces transformations n'empêchent pas la perte de territoires en Europe, Asie et Afrique, le renforcement des influences étrangères au sein de l'empire et les révoltes de minorités. Le prototype des milices tribales kurdes, ce sont les régiments hamidiés, créés en 1891, sur le modèle des cosaques russes : le pouvoir central ottoman embrigade certaines tribus kurdes sunnites pour former des régiments de cavalerie irréguliers commandés par leurs propres chefs tribaux. Un des usages est de mater les minorités rétives, dont les plus connues sont les massacres hamidiens (1894-1897) contre Arméniens, Assyro-chaldéens, Syriaques. La répression brutale de ces rébellions (massacres hamidiens) lui vaut en Europe les surnoms de Sultan rouge et de Grand Saigneur. 

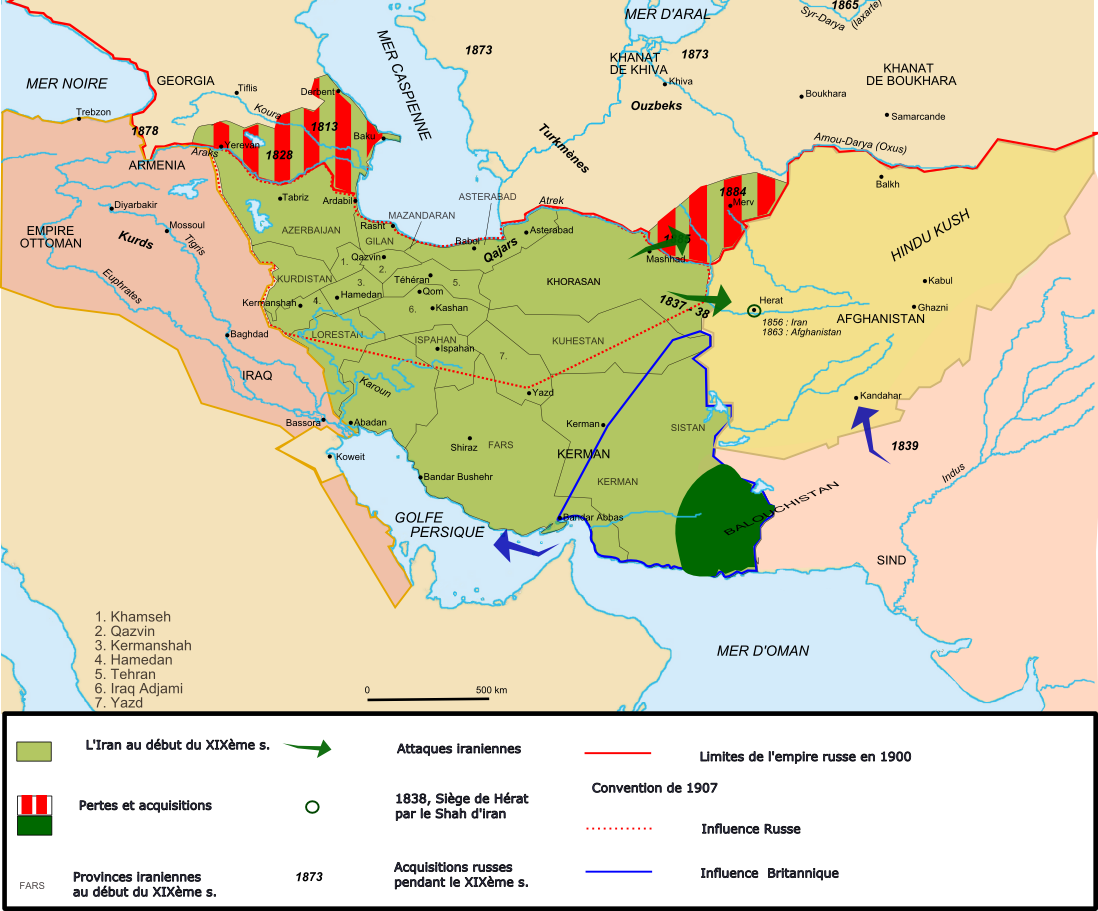
Dynastie Kadjar (Iran, 1789-1925)
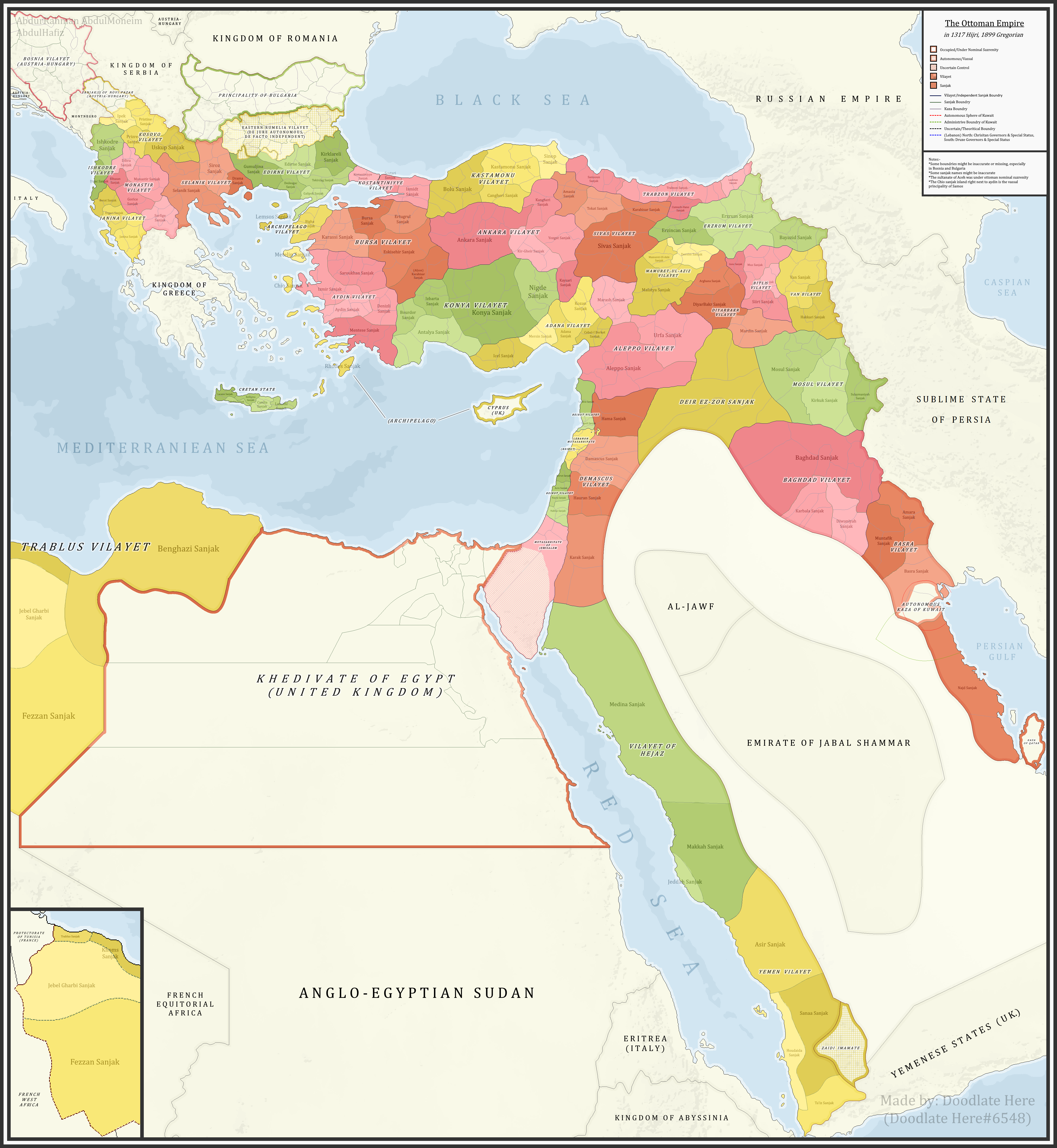
Empire ottoman en 1899

## XXesiècle: L'Irak disputé entre les impérialismes occidentaux
- Missions militaires allemandes dans l'Empire ottoman (1882-1890)
- Chemin de fer Berlin-Bagdad (1903-1940, Bagdadbahn)
- Révolution des Jeunes-Turcs (1908)
- Triplice : Empire ottoman dans la Première Guerre mondiale, Asien-Korps (1915-1918), Sixième armée ottomane
- Triple-Entente : Campagne perse et campagne de Mésopotamie (Alliés, 1914-1918)
- Tueries de masse ottomanes : génocide assyrien (1914-1920), génocide arménien (1915-1923), génocide grec pontique (1916-1923)

### L'Irak, enjeu international pendant la Grande Guerre

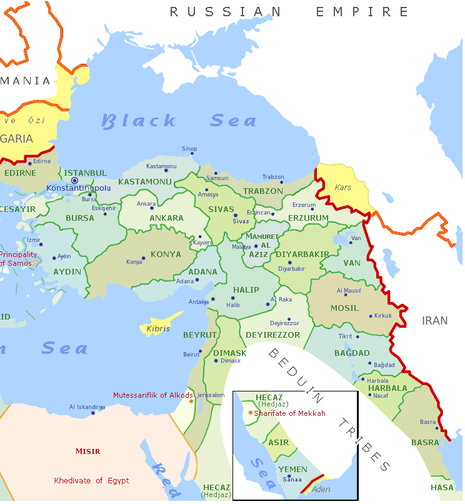
Détail de l'Empire Ottoman par Vilayets

Dès le début du XXe siècle, le Royaume-Uni s'intéresse aux vilayets de Bagdad, Mossoul et Bassorah pour deux raisons essentielles : le pétrole et la sécurité de la route des Indes. L'Allemagne, elle aussi, tente d'y étendre son influence par le chemin de fer Berlin-Bagdad.
Lors de la Première Guerre mondiale, l'Empire ottoman se range aux côtés de l'Allemagne et de l'Empire autrichien. En réaction, dès le 22 novembre 1914, les troupes britannico-indiennes du général Arthur Arnold Barret (en) entrent à Bassorah (Basra) qui constitue un point d'appui tactique dans la guerre. En septembre 1915, elles tentent une marche vers le nord, mais sont encerclées par les Turcs: le siège de Kut-el-Amara s'achève par la capitulation de la garnison britannique le 29 avril 1916.
Après ce désastre, les Britanniques cherchent de nouveaux soutiens contre les Ottomans. Ils encouragent la grande révolte arabe de 1916-1918 en promettant l'indépendance aux Arabes à la fin de la guerre. Parallèlement, le 16 novembre 1916, le Britannique Sir Mark Sykes et le Français François Georges-Picot signent en secret les accords Sykes-Picot par lesquels la France s'attribue la tutelle de la Syrie et du vilayet de Mossoul excepté Kirkouk et le Royaume-Uni le reste de l'Irak.
Le 11 mars 1917, les troupes britanniques entrent dans Bagdad, et le général Maude se présente comme le libérateur. À la fin de la guerre, l'Irak ne passe pas sous administration directe du Royaume-Uni en raison des pressions américaines et de l'hostilité des populations. Les Britanniques passent par la Société des Nations pour obtenir le 25 avril 1920 un mandat pour administrer la zone (Conférence de San Remo). Le 10 août, la Turquie, qui émerge d'un empire ottoman démantelé, signe le traité de Sèvres qui l'oblige à reconnaître la perte de ses possessions arabes. Un Kurdistan autonome est également créé entre l'Est de l'Anatolie et le vilayet de Mossoul. La résistance de Mustapha Kemal empêche l'application du traité de Sèvres. Le traité de Lausanne accorde à la Turquie des frontières élargies vers l'Anatolie.

### Mandat britannique de Mésopotamie (1920-1932): un royaume sous influence
Dès 1920, le premier soulèvement anti-mandat est réprimé par des bombardements. L'insurrection, emmenée par les chefs populaires, dure de mai 1920 à avril 1921, faisant pas moins de 10 000 morts. Les chiites sont alors fortement opposés à la présence britannique en Irak. Le clergé chiite est durement réprimé, ce qui le conduit à retourner à son apolitisme premier.
En août 1921, les Britanniques font monter sur le trône d'Irak Fayçal ibn Hussein, un fils de Hussein ben Ali (cherif de la Mecque) qui avait été chassé de Syrie peu avant, sous le nom de Fayçal Ier. Le Colonial Office donne alors le pouvoir à la minorité sunnite et le pays devient une forme de protectorat britannique,. Pour sa part, Fayçal veut fonder un état fort et nationaliste et en 1921 il lance la création de l'armée. En 1925, le vilayet de Mossoul est rattaché à l'Irak, mettant fin au Kurdistan et une constitution monarchique héréditaire est adoptée la même année.
Le 15 octobre 1927, un énorme gisement de pétrole est découvert à Baba Gurgur, près de Kirkouk. Les occidentaux fondent une compagnie, l'Iraq Petroleum Company (IPC), qui remplace la Turkish Petroleum Company fondée en 1911 par les Britanniques. L'Iraq Petroleum Company négocie avec le roi Fayçal Ier et obtient une concession sur pratiquement tout le territoire du pays. De ce fait, l'IPC devient quasiment le seul partenaire international du jeune État. Le Group Agreement signé le 31 juillet 1928 partage l'IPC entre cinq firmes pétrolières : Royal Dutch Shell, CFP (Total), l'Anglo-Iranian, Nedec et Gulbenkian.

### Royaume d'Irak (1932-1958)

#### L'indépendance sous contrôle britannique

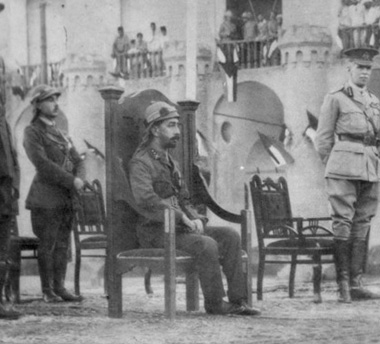
Couronnement de Fayçal Ier en 1921.

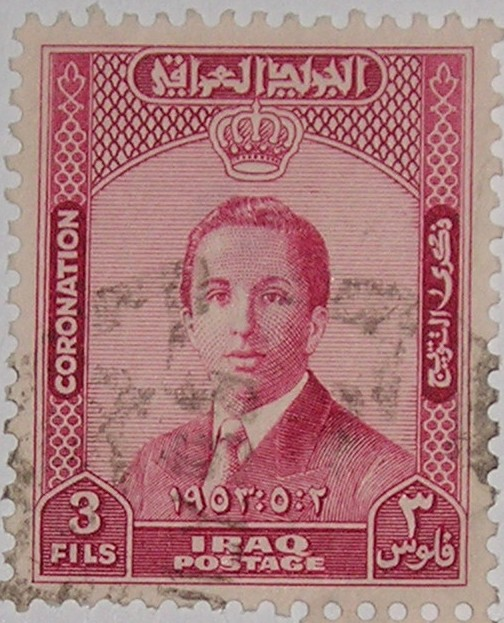
Timbre à l'effigie du roi Fayçal II, 1953

Le Royaume-Uni disposant ainsi d'un contrôle suffisant sur l'Irak, l'accord anglo-irakien du 30 juin 1930 remplace le haut-commissaire britannique par un ambassadeur. L'Irak devient alors officiellement indépendant même si la tutelle britannique est encore forte. Le nationalisme arabe commence dès cette époque à se développer en particulier dans l'armée et débouche sur une tentative de coup d'État en 1936.
Le 8 juillet 1937, la Turquie, l’Irak, l’Iran et l’Afghanistan signent le traité de Sa'dabad. Il prévoit entre autres une coordination de la lutte contre la « subversion » kurde.
Face au repli et au déclin de leur clergé, les chiites irakiens se rallient en nombre à des courants socialisants et laïcs à partir de la fin des années 1930. Très bien structuré et très actif sous la monarchie, le Parti communiste tient un rôle important dans les protestations des paysans qui demandaient des droits et qui s’opposaient aux mesures de répression de la part des propriétaires terriens, Les habitants des nouveaux quartiers populaires de Bagdad, qui se construisent sous la pression de l'exode rural, s’intéressent rapidement aux idées d’égalité et de justice que prône le Parti communiste.

#### L'Irak pendant la Seconde Guerre mondiale
Le 1er avril 1941, le coup d'État anti-britannique de Rachid Ali al Gaylani, met en place un régime républicain. Les soldats de Rachid Ali sont soutenus par l'Allemagne. Le Haut-commissaire et commandant en chef au Levant qui dépend de Vichy, le général Dentz, reçoit instruction en application des accords de Paris non encore signés de l'amiral Darlan, de livrer des armes sous contrôle de la commission d'armistice italienne. Ces armes seront livrées sabotées et ne pourront être utilisés contre les Britanniques. Par ailleurs, certains aérodromes servent d'escale à des avions allemands pour se rendre en Irak.
Le 1er juin 1941, à la suite de leur intervention, les Britanniques reprennent le contrôle de Bagdad et rendent la régence à Nouri Saïd - leur éminence grise.
L'aide même limitée apportée par la Syrie et le gouvernement de Vichy favorise l'intervention militaire que désirait le Général de Gaulle pour s'assurer une base opérationnelle et à laquelle jusqu'à cette date les Britanniques s'étaient opposés.
Craignant une occupation de la Syrie par l'Allemagne, ils vont intervenir avec l'aide des Forces françaises libres que De Gaulle imposa pour éviter une mainmise des Anglais sur ce pays qui avait fait depuis le début l'objet d'une rivalité entre la France et la Grande-Bretagne.
En 1948, l'Irak participe à la Guerre israélo-arabe de 1948-1949.

#### L'Irak dans l'après guerre
En 1946, d'importantes grèves secouent Kirkouk. Les protestataires dénoncent les conditions de travail, mais également la domination britannique sur l’entreprise pétrolière. Les représentants des partis progressistes sont emprisonnés. En 1948, lorsque le gouvernement signe un nouveau traité d’alliance avec le Royaume-Uni, des manifestations massives se produisent. La monarchie perd pendant quelques jours le contrôle des rues. La loi d’état d’urgence est aussitôt appliqué et Nouri Saïd, vétéran de la monarchie, qui a déjà assumé de nombreuses fois la direction du gouvernement, revient au pouvoir et verrouille la scène publique autour de lois anticommunistes. Le secrétaire général du Parti communiste irakien, Youssouf Salman, est pendu et les journaux sont censurés. Dès 1954, appartenir au Parti communiste entraine la déchéance de nationalité.
Dans le contexte de la guerre froide, Nouri Saïd signe le pacte de Bagdad en février 1955 et se trouve ainsi lié au Royaume-Uni. Dans le même temps, l'Égypte du colonel Nasser, où la monarchie avait été renversée en 1952, choisit de rejoindre la sphère d'influence de l'Union soviétique. Le nationalisme arabe continue de grandir dans l'armée irakienne.
Le 14 février 1958, en réaction à la création de la République arabe unie, regroupant l'Égypte et la Syrie, l'Irak se fédère avec la Jordanie en « Union arabe de Jordanie et d’Irak ».

### République d'Irak (1958-1968): une république tumultueuse
Le 14 juillet 1958, le général Abdul al-Karim Qasim renverse le roi Fayçal II et le régent Abdul Illah. La famille royale est assassinée dans le palais et le Premier ministre Nouri Saïd tente de s'échapper mais est abattu. Le nouveau gouvernement bénéficie du soutien des exilés kurdes (dont il avait permis le retour) et du Parti communiste. Nombre de réformes sont adoptées dans les semaines qui suivent : réforme agraire, aides aux familles pauvres, plans urbains, etc. Le gouvernement comprend Naziha al-Dulaimi, la première femme ministre de l'histoire de l'Irak et du monde arabe. Elle participe également à l'élaboration de la loi civile de 1959 sur les affaires civiles, qui est très en avance sur son temps dans la libéralisation des lois sur le mariage et l'héritage au profit des femmes irakiennes.
Cependant, il ne tarde pas à être bousculé par un conflit entre les partisans de Nasser (dont le général Kassem) et le parti Baas. Dès 1959, ce dernier tente, sans succès, un coup d'État. L'Union arabe de Jordanie et d’Irak est dénoncée et l'Irak se rapproche de la République arabe unie. En mars 1959, l'Irak se retire du pacte de Bagdad. En septembre 1961, éclate la première insurrection kurde : Mustafa al Barzani lance une rébellion dans le nord de l’Irak avec pour slogan « autonomie pour le Kurdistan, démocratie pour l’Irak ». Le 9 février 1963, Abdul Karim Qasim est assassiné lors d'un nouveau coup d'État. Le parti Baas prend le pouvoir. Le 18 novembre, Abdulasalam Arif prend le pouvoir en réprimant un nouveau soulèvement Baas. Saddam Hussein est emprisonné jusqu'à son évasion en 1966.
Le 29 juin 1966, un accord est passé avec le leader kurde Mustafa al Barzani et ouvre une perspective d'autonomie pour les Kurdes dans la future constitution. Le 17 juillet 1968, les baasistes du général Ahmad Hasan al-Bakr encerclent le palais présidentiel et prennent le pouvoir le 30 juillet. Les Kurdes sont associés au pouvoir. Saddam Hussein est alors le numéro deux du régime et se charge d'organiser les milices baasistes qui vont réprimer les opposants nassériens et communistes. En mars 1970, le parti Baas entérine la création d’une région kurde autonome et leur accorde certains droits. La langue kurde devient la seconde langue du pays. En 1972, le traité soviéto-irakien établit des liens privilégiés entre l'Irak et l'Union soviétique. L'Irak conserve des relations avec la France. Le 11 mars 1974, Mustafa al Barzani, jugeant insuffisante la loi d'autonomie de 1970, déclenche la deuxième insurrection kurde avec le soutien de l'Iran et des États-Unis. En 1975, à la suite d'une médiation algérienne, l'Irak et l'Iran signent les accords d'Alger qui mettent fin au soutien iranien à la révolte kurde. Celle-ci est alors réprimée dans le sang. Un autre leader kurde, Jalal Talabani, prolonge cependant l'insurrection de l'UPK jusqu'en 1979.

## République d'Irak (1968-2003): l'Irak de Saddam Hussein
Vice-président du Conseil de commandement de la révolution depuis 1969, Saddam Hussein remplace Ahmad Hassan al-Bakr en 1979 à la tête de l'État lorsque celui-ci se retire pour « raisons de santé ».

Saddam Hussein

### La guerre Iran-Irak
À la suite de la révolution islamique iranienne de 1979, l'Irak redoute une révolte des chiites du Sud du pays. Ces derniers ont toujours été dominés par l'élite sunnite même sous l'Empire ottoman. 30 000 chiites sont déportés. Le 22 septembre 1980 la guerre est déclarée à l'Iran officiellement au sujet de la frontière du Chatt-el-Arab (delta du Tigre et de l'Euphrate). C'est la guerre Iran-Irak ou « première guerre du Golfe », au coût humain et matériel catastrophique pour les deux États. Elle se complique, du côté irakien, par une nouvelle insurrection kurde.
En 1983, les forces irakiennes bombardent à l'arme chimique plusieurs villages kurdes du nord de l'Irak et renouvellent l'opération en 1988 sur la ville kurde de Halabja. Près de 6 000 personnes décèdent et 100 000 Kurdes fuient vers la Turquie. L'arme chimique est également utilisée contre l'Iran sur la ville de Sardacht en 1987 et 1988. (Source : Le Monde, 10 juin 2005). Ce conflit s'achève sans résultat en 1988.

### La guerre du Golfe (1990-1991)
Malgré les ressources pétrolières, la guerre Iran-Irak a laissé l'économie irakienne en piètre état. À l'été 1990 l'Irak envahit le Koweït sans penser que les États-Unis réagiront. La réaction internationale provoque la première guerre du Golfe.
Le 28 février 1991, l'Irak accepte toutes les résolutions de l'ONU sans conditions. Dans la foulée, George H. W. Bush, président des États-Unis ordonne le cessez-le-feu sans chercher à poursuivre la guerre jusqu'à Bagdad. La version officielle explique cet arrêt brutal en indiquant que le renversement du régime irakien n'était pas l'objectif. Une autre thèse indique que comme l'Irak avait montré sa capacité à envoyer des missiles Scuds sur Israël et qu'il disposait alors d'armes chimiques, le régime irakien aurait réussi à dissuader les alliés d'aller plus loin.
Les accords de cessez-le-feu sont signés à Safwan le 3 mars 1991.

### L'entre-deux-guerres du Golfe
Dès le 5 mars 1991, les Kurdes au Nord et les chiites au Sud se soulèvent contre le régime largement incités à le faire par les alliés. Saddam Hussein réprime violemment ces soulèvements et reprend le contrôle des zones kurdes avant la fin du mois mettant fin au « Kurdistan libre » proclamé quinze jours plus tôt. Le 5 avril, l'ONU exige la fin de la répression contre les Kurdes et demande à Bagdad de faciliter l’acheminement de l’aide humanitaire (résolution 688). Le 7 avril, les alliés organisent des parachutages de vivres pour aider les réfugiés kurdes fuyant la répression mais rejetés à la frontière turque (opération Provide Comfort). L'Iran annonce également avoir recueilli près de 500 000 réfugiés irakiens mais déclare ne pas être en mesure d'en accueillir davantage. Le Croissant-Rouge turc achemine également de l'aide en Irak.
Le 28 avril, le régime organise de somptueuses cérémonies pour fêter le 54e anniversaire de Saddam Hussein et célébrer l'« Irak nouveau ». Le 3 mai, l'Irak demande un délai de cinq ans pour payer les réparations de guerre exigées par l'ONU.
À partir du 5 mai, les alliés commencent à protéger les Kurdes et la communauté internationale impose une zone interdite au survol créant ainsi de fait un embryon d'État kurde.
À partir du 28 septembre, Saddam Hussein accepte finalement que les experts mandatés par l'ONU inspectent les installations de l'Irak pour détruire les armements non conventionnels et l'artillerie lourde. Dès le mois d'octobre, les premiers armements lourds sont détruits. Les inspecteurs de l'ONU resteront en Irak jusqu'en 1998.
Le 9 octobre, un accord est conclu entre les dirigeants kurdes et le gouvernement irakien après d'âpres combats dans la région de Kifri. Pendant douze ans, l'Irak subit un embargo aux conséquences catastrophiques (1,5 million de morts selon certaines sources) malgré le programme de l'ONU « Pétrole contre nourriture ».

#### Le Kurdistan autonome
Le 19 mai 1992, des élections sont organisées dans la région autonome Kurde, mais la région reste coupée en deux : une zone Nord sous contrôle du PDK (Parti démocratique du Kurdistan) et une zone Sud sous contrôle de l'UPK (Union patriotique du Kurdistan).
En avril 1993, des troupes iraniennes envahissent une partie de la région autonome et plusieurs milliers de paysans kurdes fuient devant l'artillerie. De même, les turcs envahissent la zone dite "de protection" en mars 1995 avec 35 000 hommes. Les ingérences turques se poursuivront plusieurs années.
Après de violentes confrontations avec l’UPK, le PDK demande en septembre 1996 l’aide des troupes irakiennes. L'UPK se trouve alors chassée d’Erbil, la capitale du Kurdistan d’Irak.
En septembre 1998, le PDK et l’UPK s'accordent sur la formation d’un gouvernement et d’un Parlement intérimaire au Kurdistan irakien  (appelé Accord de Washington).
Les États-Unis adoptent en octobre 1998 l’Iraq Liberation Act qui prévoit un soutien de 97 millions de dollars à l’opposition irakienne, dont les partis kurdes, en vue de renverser Saddam Hussein.
Le 8 septembre 2002 : le PDK et de l’UPK signent un accord de paix et relancent le « Parlement unifié » alors que Washington se prépare à envahir l'Irak.
À la fin de 2002, le Kurdistan d'Irak fait figure de « havre de paix » selon Gérard Chaliand. Il perçoit, à travers le programme « Pétrole contre nourriture », 13 % des revenus pétroliers irakiens. Les infrastructures et les services publics sont en pleine reconstruction ; on compte 800 000 enfants scolarisés et trois universités avec 20 000 étudiants et étudiantes).

### La «troisième guerre du Golfe»

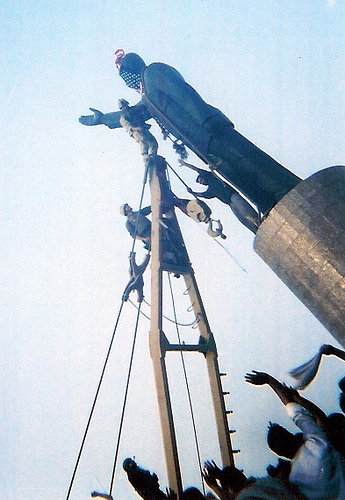
Statue de Saddam Hussein abattue à Bagdad en avril 2003.

Le 11 septembre 2001, les États-Unis subissent une vague d'attentats terroristes (voir attentats du 11 septembre 2001). Une coalition internationale chasse alors en 2002 les talibans du pouvoir en Afghanistan. Le gouvernement américain tente, fin 2002, de convaincre la communauté internationale qu'un lien existe entre les extrémistes islamistes d'Al-Qaïda et le gouvernement irakien. Devant le doute, il présente des éléments présentés comme des preuves indiquant que l'Irak a reconstitué un potentiel d'armes de destruction massive. Ces « preuves » sont nombreuses et très précises (il y a notamment des « clichés d'installations militaires irakiennes secrètes ») ; ainsi la thèse selon laquelle l'Irak posséderait des armes de destruction massive semblait à l'époque tout à fait plausible. Cependant, ces « preuves » sont rapidement contestées et aujourd'hui, il apparaît clair que ce n'étaient que des faux.
Devant le risque de veto de la France ou de la Russie au Conseil de sécurité des Nations unies, une coalition réduite se forme pour envahir l'Irak et passe à l'action le 20 mars 2003. Cette Guerre d'Irak est officiellement achevée le 1er mai. En fait, si la résistance de l'armée régulière a été fort brève, la coalition est vite confrontée à une violence multiforme de factions et de groupes clandestins incontrôlables. Les attentats anti-américains, mais aussi anti-chiites, les actions des milices chiites et kurdes, le « maintien de l'ordre » exercé de façon brutale par les troupes américaines et par des unités de mercenaires, donnent l'impression d'un enlisement sans issue.

## L'après Saddam Hussein (depuis 2003)

### L'occupation des alliés
À la suite de la guerre, le pays est occupé par la coalition. Depuis lors, des actions de la guérilla ne cessent d'avoir lieu à Bagdad et dans le « triangle sunnite » formé par les provinces au Nord de la capitale.
Le 28 juin 2004, le pouvoir est remis entre les mains d'un gouvernement intérimaire dirigé par Iyad Allaoui.
Fin 2004, l'essentiel du pays est déclaré pacifié :
- le Nord habité par les Kurdes, est autonome depuis presque dix ans, et en paix, même si à ses marges (Mossoul et Kirkouk) des attentats ont lieu ;
- le Sud chiite est pacifié par les Britanniques et Polonais ;
- le centre sunnite du pays est encore le principal lieu d'attentats contre les forces irakiennes et l'armée américaine (voir par exemple deuxième bataille de Falloujah).

En 2005, les attentats se multiplient, certaines villes sont parfois reprises par la résistance irakienne (Falloujah). Des journalistes et diplomates étrangers (y compris arabes) sont enlevés et exécutés par des membres déclarés ou non du réseau Al-Qaïda. De 2004 à 2008, une suite d'affrontements oppose la milice chiite de l'imam Moqtada al-Sadr, l'Armée du Mahdi, aux forces américaines et irakiennes, conflit marqué par le siège de Sadr City et l'occupation des lieux saints chiites de Nadjaf. En 2008, la milice chiite dépose les armes et accepte de rentrer dans le jeu politique.
Les élections législatives irakiennes de décembre 2005 voient la victoire d'une coalition chiite, l'Alliance irakienne unifiée, qui porte au pouvoir comme Premier ministre  Nouri al-Maliki, le leader kurde Jalal Talabani étant président de la République depuis avril 2005. L'abstention massive des sunnites réduit toutefois la portée de cette élection. Le renforcement des institutions irakiennes permet un début de transfert à l'autorité nationale.
La Pologne déclare en avril, retirer ses troupes en décembre 2005 au plus tard. Les États-Unis annoncent également fin 2005 un retrait progressif de leurs troupes sans toutefois donner de dates. Depuis 2005, la plupart des membres de la coalition ont retiré leurs contingents, souvent symboliques (Hongrie, Singapour, Italie, etc.). En 2008, il ne reste plus sur le terrain que le corps américain, renforcé en 2007, le corps britannique, dont le retrait est envisagé, et 35 000 mercenaires à l'action de plus en plus critiquée. Enfin, en décembre 2011, le président Barack Obama ordonne le retrait des dernières troupes terrestres américaines.

### Une construction étatique encore fragile
Plus de 2 millions d'Irakiens vivent en exil, notamment en Syrie et Jordanie. Malgré la persistance des attentats et des enlèvements, l'Irak sort du marasme institutionnel et économique. Plusieurs raisons à cela, selon le magazine « The Economist », pour qui la flambée des prix du pétrole permet au pays de disposer d'argent frais en quantité telle que tout le monde y trouve son compte. Cause ou conséquence, l'accalmie sur les fronts militaires et la réduction des affrontements entre milices sont des facteurs de stabilité. Ainsi, Bassorah voit son marché immobilier repartir avec un doublement des prix en quelques mois. Cet enrichissement s'accompagne d'une poussée massive de la corruption qui vaut à l'Irak, en 2013, d'occuper une des toutes dernières places (169e sur 176) du classement de Transparency International.
Les élections législatives irakiennes de 2010 sont remportées d'une courte tête par la coalition al-Iraqiyya qui, pour la première fois depuis 2003, obtient un vote important de la communauté arabe sunnite. Mais son chef, Iyad Allaoui, est incapable de s'imposer au pouvoir et laisse Nouri al-Maliki à la tête du gouvernement.
L'Irak se dégage progressivement de la tutelle américaine. Les principaux contrats pétroliers sont désormais signés avec la Russie, le Royaume-Uni et la Chine plutôt qu'avec les États-Unis. L'Irak a renoué des relations amicales avec l'Iran. Le Kurdistan irakien a consolidé son autonomie et, en échange d'une part substantielle des profits pétroliers, renoncé à ses velléités d'indépendance. Cependant, en 2013, le gouvernement irakien est confronté à une série de manifestations pacifiques des provinces sunnites, et surtout à une recrudescence des attentats visant principalement la population chiite, faisant au total 5 350 morts de janvier à octobre 2013 soit le chiffre le plus élevé depuis 2008.

### L'offensive de l'État islamique
Alors que les élections législatives d'avril 2014 semblaient annoncer un retour à une certaine normalité politique, le pays bascule une fois de plus dans la guerre civile. Parmi les groupes armés qui s'opposent au pouvoir de Bagdad, l'État islamique, organisation djihadiste sunnite fondée en 2006 sous le nom d'État islamique en Irak, devient la force la plus redoutable. En juin 2014, après une série de succès militaires, il s'empare de Mossoul, la deuxième ville du pays. Son chef, Abou Bakr al-Baghdadi, se proclame alors calife, successeur de Mahomet, et obtient l'allégeance de plusieurs groupes terroristes au Moyen-Orient, en Afrique et dans le Caucase. Le conflit, étendu à la Syrie, entraîne un nouvel exode de populations. La bataille de Tikrit, en mars 2015, marque un premier recul de l'État islamique qui continue cependant d'occuper une grande partie du nord-ouest de l'Irak.
Le nouveau gouvernement formé en septembre 2014, dirigé par Haïder al-Abadi, du Parti islamique Dawa, ouvert aux partis chiites, sunnites et kurdes, semble avoir beaucoup de mal à s'imposer face à des alliés aux intérêts divergents: milices kurdes des peshmerga et du PKK, milices tribales sunnites, milices des partis chiites, ingérence de l'Iran et de la  Coalition internationale en Irak et en Syrie.